# Liste der Biografien/Gall
Liste der Biografien |
Portal Biografien |
Personensuche
# |
A |
B |
C |
D |
E |
F |
G |
H |
I |
J |
K |
L |
M |
N |
O |
P |
Q |
R |
S |
T |
U |
V |
W |
X |
Y |
Z |
?
 
Ga |
Gb |
Gc |
Gd |
Ge |
Gf |
Gh |
Gi |
Gj |
Gk |
Gl |
Gm |
Gn |
Go |
Gp |
Gq |
Gr |
Gs |
Gu |
Gv |
Gw |
Gy |
Gz
 
Gaa |
Gab |
Gac |
Gad |
Gae |
Gaf |
Gag |
Gah |
Gai |
Gaj |
Gak |
Gal |
Gam |
Gan |
Gao |
Gap |
Gaq |
Gar |
Gas |
Gat |
Gau |
Gav |
Gaw |
Gax |
Gay |
Gaz
 
Gala |
Galb |
Galc |
Gald |
Gale |
Galf |
Galg |
Galh |
Gali |
Galj |
Galk |
Gall |
Galm |
Galo |
Galp |
Galr |
Gals |
Galt |
Galu |
Galv |
Galw |
Galy |
Galz
Die Liste der Biografien führt alle Personen auf, die in der deutschsprachigen Wikipedia einen Artikel haben. Dieses ist eine Teilliste mit 709 Einträgen von Personen, deren Namen mit den Buchstaben „Gall“ beginnt.

## Gall
- Gall († 1894), indianischer Kriegshäuptling der Hunkpapa-Lakota-Sioux
- Gall, Alfred (* 1971), Schweizer Literaturwissenschaftler und Slawist
- Gall, August von (1872–1946), deutscher evangelischer Theologe
- Gall, Berthold (* 1947), deutscher Kommunalpolitiker (CDU), Landrat in Hessen
- Gall, Chris (* 1975), deutscher Jazz-Pianist und Komponist
- Gall, Dorothee (1953–2023), deutsche Klassische Philologin
- Gall, Ellie (* 1996), australische Schauspielerin
- Gall, Ernst (1888–1958), deutscher Kunsthistoriker
- Gall, Felix (* 1998), österreichischer Radrennfahrer
- Gall, Ferdinand von (1809–1872), Intendant der Hoftheater zu Oldenburg und Stuttgart
- Gall, France (1947–2018), französische SängerinFrance Gall (1947–2018)

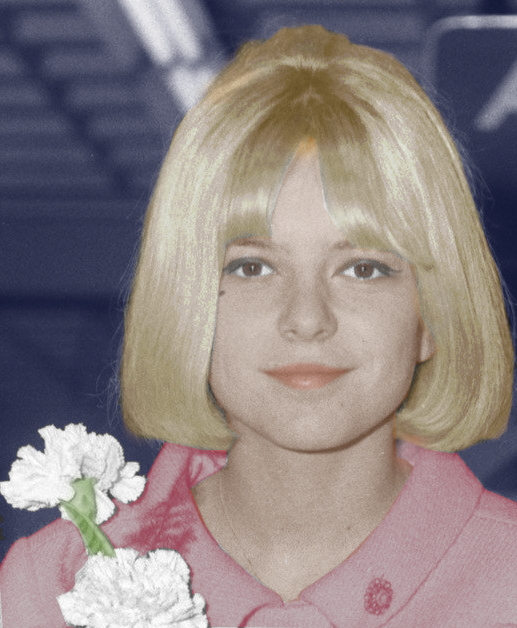
France Gall (1947–2018)

- Gall, Franz (1884–1944), deutscher Generalleutnant im Zweiten Weltkrieg
- Gall, Franz (1926–1982), österreichischer Historiker, Heraldiker und Wappenkundler
- Gall, Franz Joseph (1758–1828), deutscher Arzt und Begründer der Phrenologie
- Gall, Franz Paul (1926–2018), deutscher Chirurg und Hochschullehrer
- Gall, Geena (* 1987), US-amerikanische Leichtathletin
- Gall, Gisela (* 1940), deutsche Mundartdichterin
- Gall, Günter (1924–2008), deutscher Kunsthistoriker und Museumsleiter
- Gall, Günter (* 1947), niederdeutscher Sänger, Gitarrenspieler, Komödiant und Rezitator
- Gall, Heinrich (1899–1935), deutscher Chemiker
- Gall, Horst (1938–1980), deutscher Geologe und Paläontologe
- Gall, Hubertus von (1935–2018), deutscher Klassischer und Vorderasiatischer Archäologe
- Gall, Jan (1856–1912), polnischer Komponist, Chorleiter und Musikpädagoge
- Gall, Jean-Claude (* 1936), französischer Paläontologe
- Gall, Jessica (* 1980), deutsche Jazzsängerin und Songwriterin
- Gall, Josef (1820–1898), österreichischer Journalist
- Gall, Joseph Anton (1748–1807), zweiter Bischof der Diözese Linz
- Gall, Joseph G. (1928–2024), US-amerikanischer Zoologe und Zellbiologe
- Gall, Karl (1903–1939), österreichischer Motorradrennfahrer
- Gall, Karl (1905–1943), österreichischer Fußballspieler
- Gall, Karl von (1847–1926), preußischer General der Infanterie
- Gall, Leonhard (1884–1952), deutscher Architekt
- Gall, Lidija Nikolajewna (1934–2023), russische Physikerin und Hochschullehrerin
- Gall, Lothar (1936–2024), deutscher Historiker und BiografLothar Gall (1936–2024)

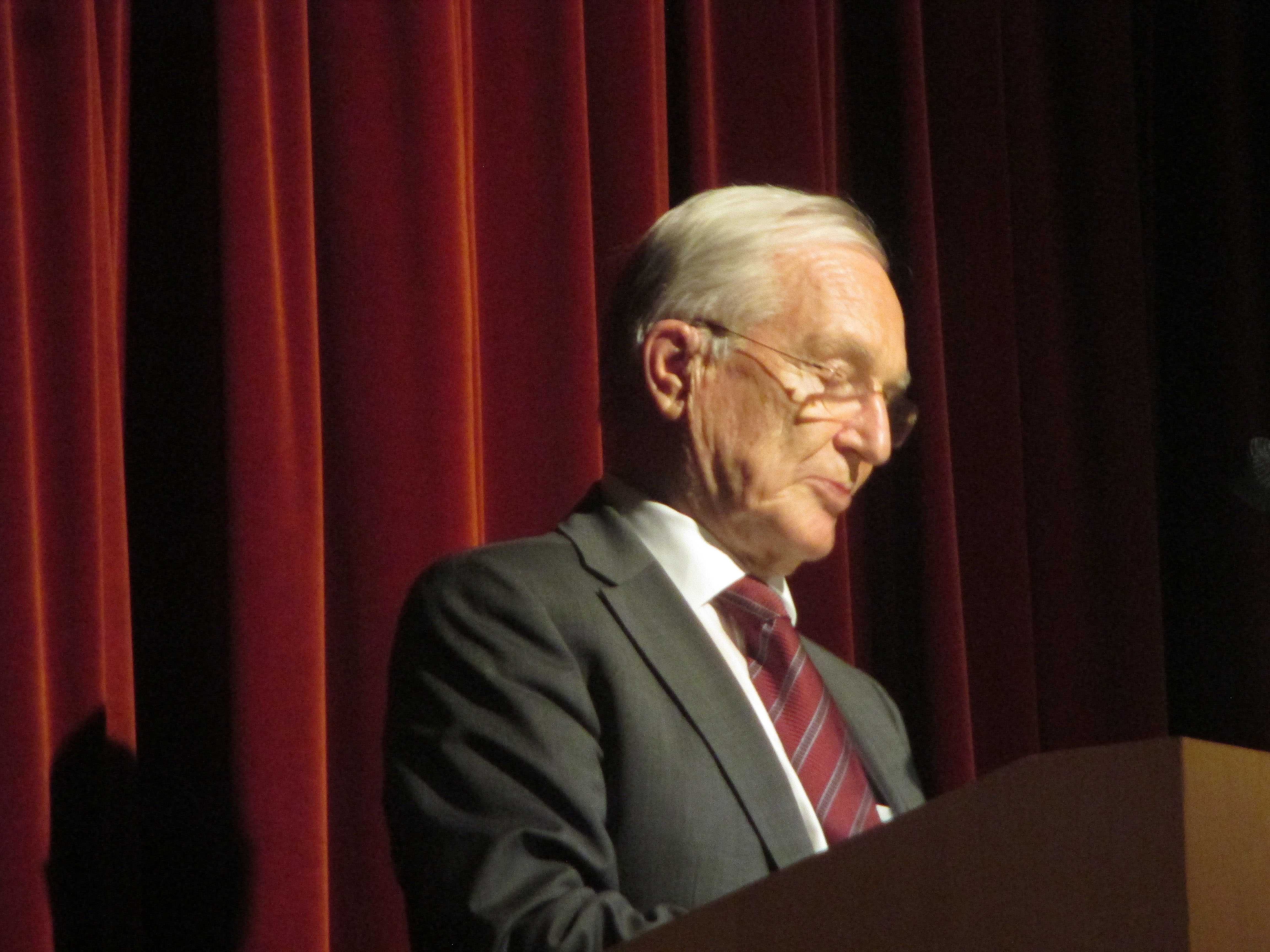
Lothar Gall (1936–2024)

- Gall, Louise von (1815–1855), deutsche Schriftstellerin
- Gall, Ludwig († 1845), österreichischer Beamter, Pianist und Schüler von Wolfgang Amadeus Mozart
- Gall, Ludwig (1791–1863), deutscher Sozialtheoretiker und Erfinder
- Gall, Ludwig von (1769–1815), hessischer Kammerherr und Generalmajor
- Gall, Matthias (* 1975), deutscher Schauspieler
- Gall, Peter (* 1983), deutscher Jazzmusiker (Schlagzeug, Komposition)
- Gall, Reinhold (* 1956), deutscher Politiker (SPD), MdL
- Gall, Roland (1936–2008), deutscher Filmregisseur und Theaterregisseur
- Gall, Romain (* 1995), US-amerikanisch-französischer Fußballspieler
- Gall, Rudolf (1907–1962), deutscher Klarinettist
- Gall, Shenel (* 1991), britische Fußballspielerin der Cayman Islands
- Gall, Sidonia (* 1946), österreichische Autorin
- Gall, Willi (1908–1941), deutscher Kommunist und Widerstandskämpfer gegen den Nationalsozialismus
- Gall, Wladimir Samoilowitsch (1919–2011), sowjetischer Parlamentär
- Gall, Wolfgang M. (* 1958), deutscher Historiker
- Gáll-Pelcz, Ildikó (* 1962), ungarische Politikerin (Fidesz), MdEP

### Galla
- Galla, Doge von Venedig
- Galla († 394), römische Kaiserin
- Galla Placidia († 450), weströmische RegentinGalla Placidia († 450)

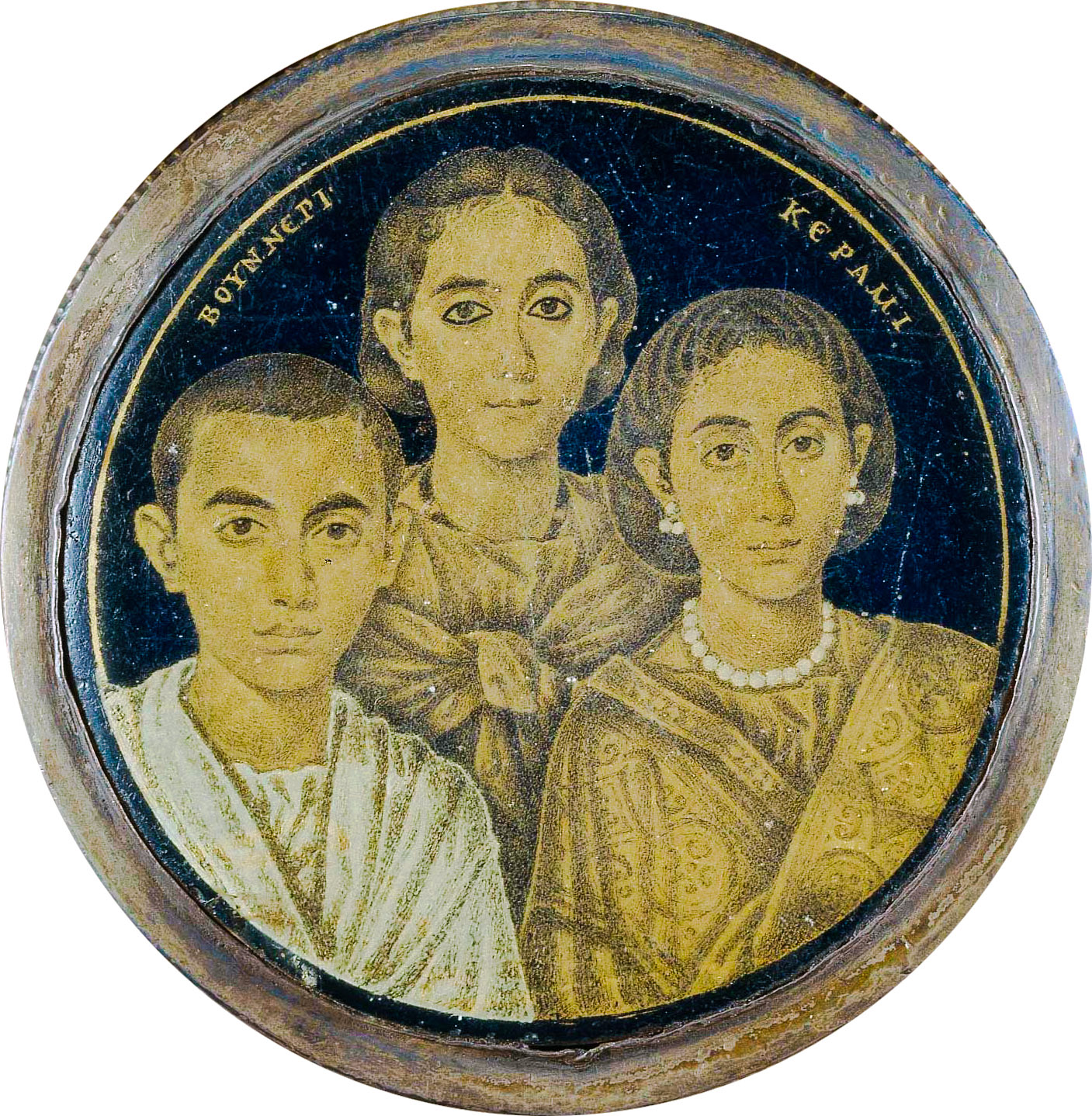
Galla Placidia († 450)

- Galla von Valence, französische Heilige
- Galla, Mario (* 1985), deutsches Model
- Galla, Michael (1972–2011), deutscher Rapper
- Galla, Rainer (* 1961), deutscher Politiker (AfD)
- Galla, Ryszard (* 1956), polnisch-deutscher Politiker
- Galla, Stefan (* 1970), deutscher Karambolagespieler
- Galla, Walter (1957–2020), österreichischer Musiker, Kabarettist und Autor
- Gallaccio, Anya (* 1963), britische Künstlerin
- Gallace, Steve (* 1978), italo-kanadischer Eishockeyspieler
- Gallacher, Hughie (1903–1957), schottischer Fußballspieler
- Gallacher, John (1920–2004), britischer Genossenschafter und Politiker
- Gallacher, Kevin (* 1966), schottischer Fußballspieler
- Gallacher, Kirsty (* 1976), britische Fernsehmoderatorin und Model
- Gallacher, Paul (* 1979), schottischer Fußballtorwart
- Gallacher, Scott (* 1989), schottischer Fußballtorwart
- Gallacher, William (1881–1965), britischer Politiker, Mitglied des House of Commons und Gewerkschafter
- Galladé, Chantal (* 1972), Schweizer Politikerin
- Gallade, Peter (1708–1780), Jesuit, Theologe, Hochschullehrer in Heidelberg und Bamberg
- Gallaga, Mauricio (* 1972), mexikanischer Fußballspieler und -trainer
- Gallage, Rusiru Chathura (* 1995), sri-lankischer Leichtathlet
- Gallager, Robert Gray (* 1931), US-amerikanischer Elektrotechniker
- Gallagher, Aidan (* 2003), US-amerikanischer SchauspielerAidan Gallagher (* 2003)

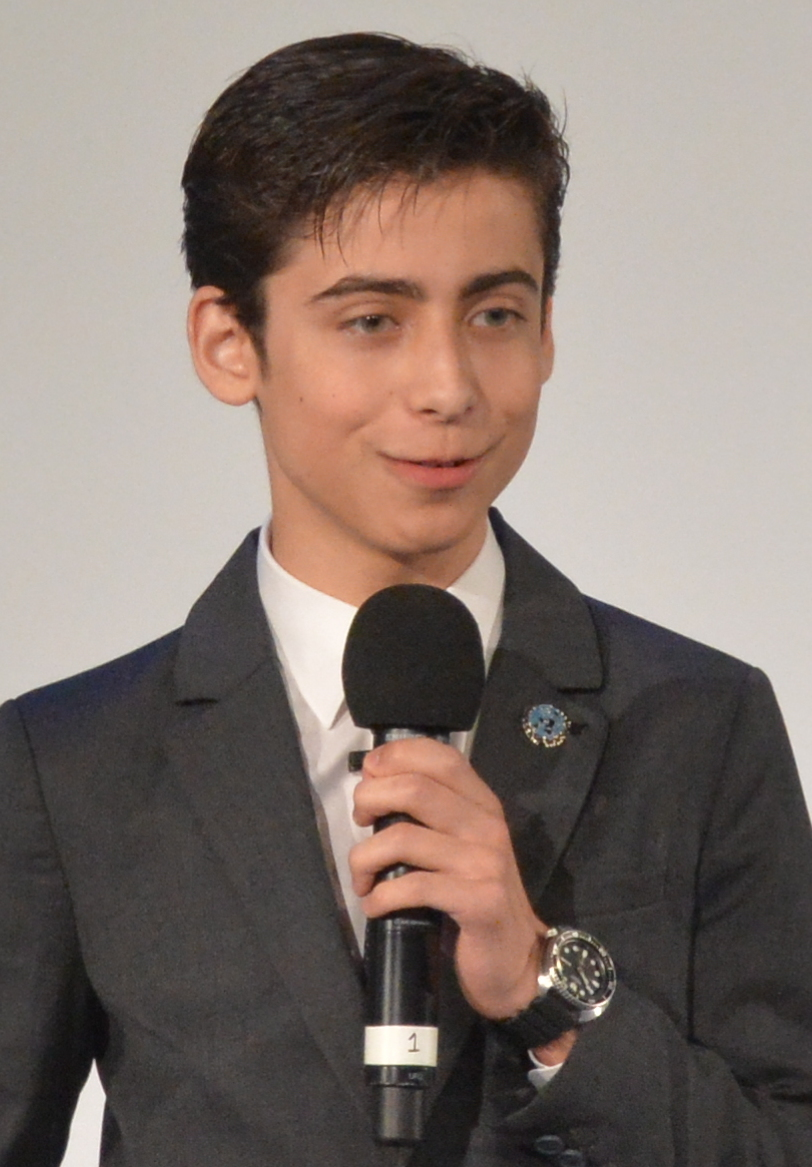
Aidan Gallagher (* 2003)

- Gallagher, Anthony, schottischer Badmintonspieler
- Gallagher, Audrey, britische Musikerin (Nordirland)
- Gallagher, Brendan (* 1992), kanadischer Eishockeyspieler
- Gallagher, Bronagh (* 1972), irische Schauspielerin
- Gallagher, Calum (* 1994), schottischer Fußballspieler
- Gallagher, Captain († 1818), irischer Räuber
- Gallagher, Carole (1923–1966), US-amerikanische Schauspielerin
- Gallagher, Charlie (1940–2021), irischer Fußballspieler
- Gallagher, Colm († 1957), irischer Politiker, Boxpromoter
- Gallagher, Conor (* 2000), englischer Fußballspieler
- Gallagher, Cornelius Edward (1921–2018), US-amerikanischer Politiker
- Gallagher, Daniel B., US-amerikanischer Latinist
- Gallagher, David (* 1985), US-amerikanischer FilmschauspielerDavid Gallagher (* 1985)

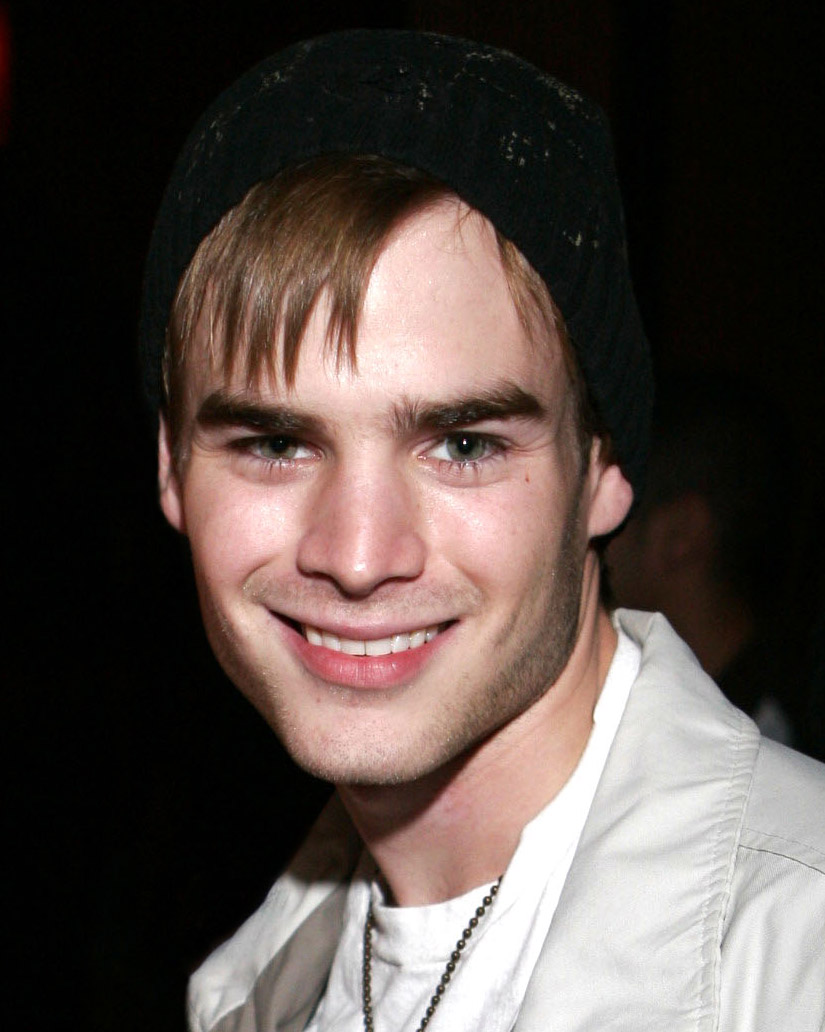
David Gallagher (* 1985)

- Gallagher, Declan (* 1991), schottischer Fußballspieler
- Gallagher, Denis (1923–2001), irischer Politiker (Fianna Fáil)
- Gallagher, Fred (* 1968), US-amerikanischer Comiczeichner
- Gallagher, Gary W., US-amerikanischer Historiker
- Gallagher, Harry (1924–2021), australischer Schwimmtrainer
- Gallagher, Helen (1926–2024), US-amerikanische Schauspielerin, Tänzerin und Sängerin
- Gallagher, Ian (* 1978), englischer Fußballspieler
- Gallagher, Isabelle (* 1973), französische Mathematikerin und Hochschullehrerin
- Gallagher, James, US-amerikanischer Rockabilly-Sänger
- Gallagher, James (1909–1992), US-amerikanischer Fußballspieler
- Gallagher, James (1920–1983), irischer Politiker
- Gallagher, James A. (1869–1957), US-amerikanischer Politiker
- Gallagher, James Michael (1860–1925), irischer Politiker
- Gallagher, Jared (* 2002), singapurischer Fußballspieler
- Gallagher, Joe (* 1968), britischer Boxer und -trainer
- Gallagher, John (1890–1950), US-amerikanischer Marathonläufer
- Gallagher, John (* 1984), US-amerikanischer FilmschauspielerJohn Gallagher Jr. (* 1984)

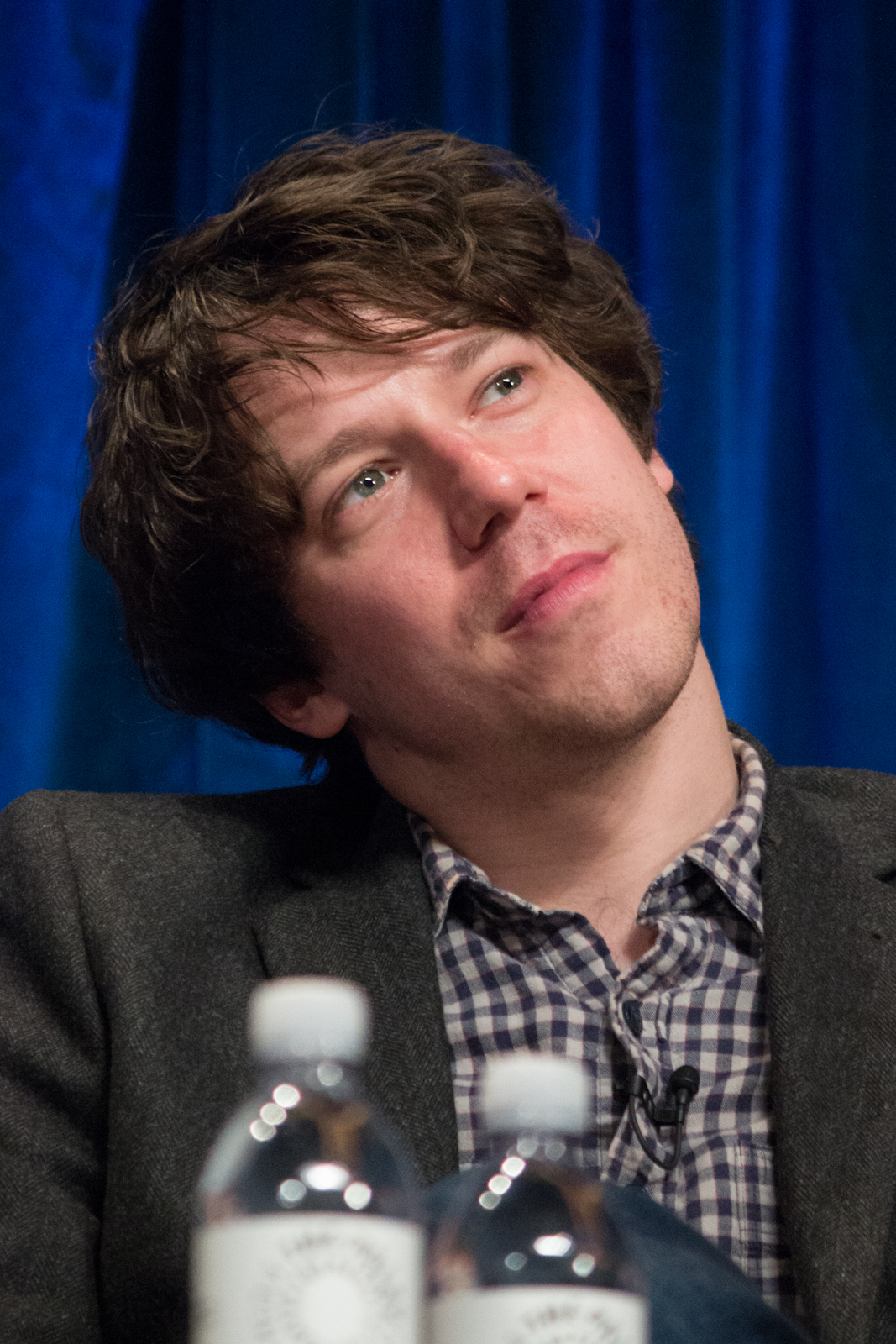
John Gallagher Jr. (* 1984)

- Gallagher, Jon (* 1996), irischer Fußballspieler
- Gallagher, Joseph (* 1964), englisch-schweizerischer Großmeister im Schach und Schachbuch-Autor
- Gallagher, Jude (* 2001), irischer Boxer
- Gallagher, Katy (* 1970), australische Politikerin
- Gallagher, Kim (1964–2002), US-amerikanische Leichtathletin und Olympionikin
- Gallagher, Kimball (* 1981), US-amerikanischer Pianist und Komponist
- Gallagher, Larissa, australische Synchronsprecherin
- Gallagher, Liam (* 1972), britischer Sänger der Rockband OasisLiam Gallagher (* 1972)

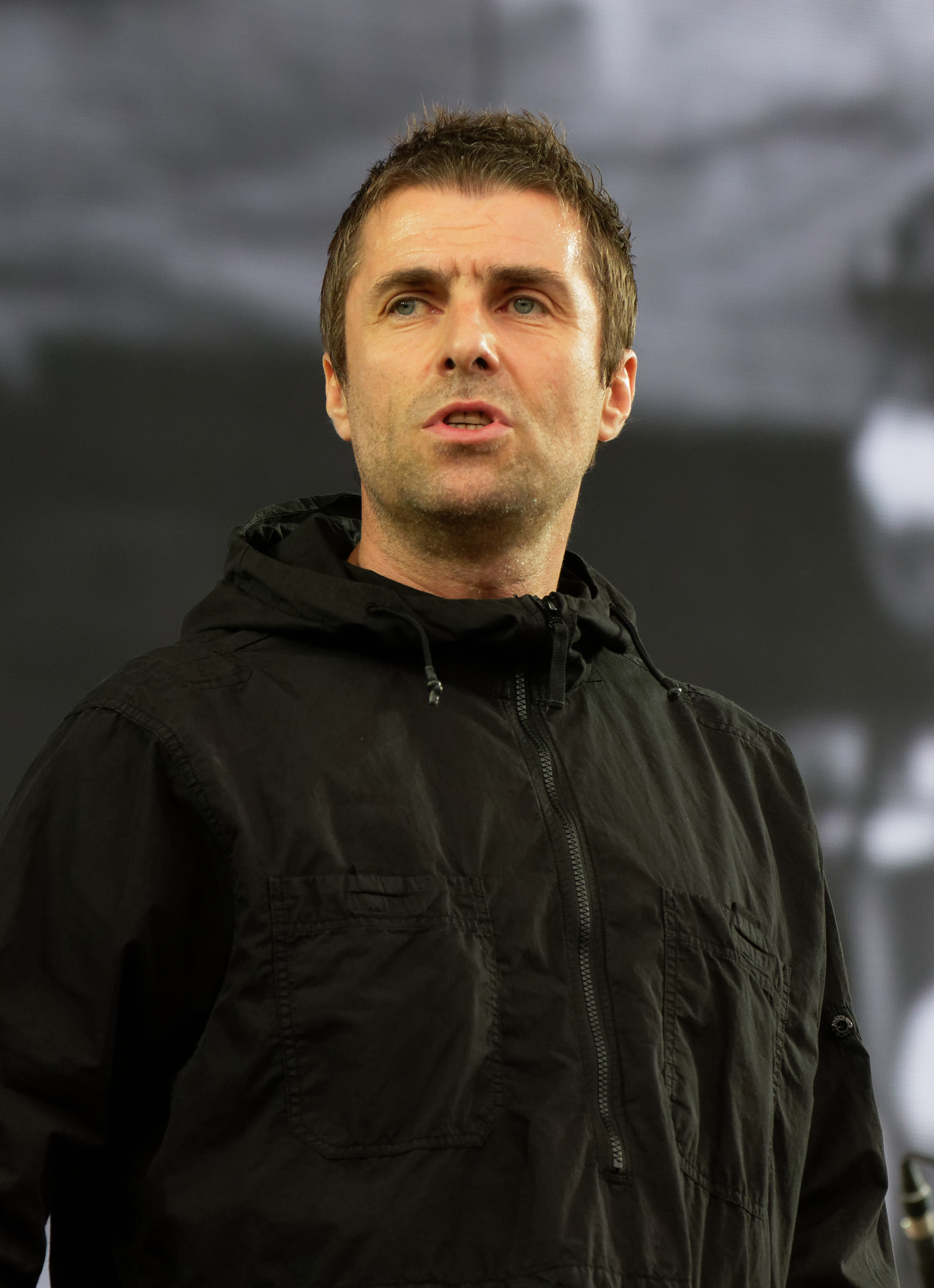
Liam Gallagher (* 1972)

- Gallagher, Maggie (* 1960), US-amerikanische Autorin und Theologin
- Gallagher, Megan (* 1960), US-amerikanische Schauspielerin
- Gallagher, Michael (* 1951), britischer Politikwissenschaftler und Hochschullehrer
- Gallagher, Michael (* 1978), australischer Behindertenradsportler
- Gallagher, Michael James (1866–1937), US-amerikanischer Bischof der Römisch-katholischen Kirche
- Gallagher, Michele (* 1964), britische ehemalige Schauspielerin
- Gallagher, Mike (1941–2013), US-amerikanischer Skilangläufer
- Gallagher, Mike (* 1960), US-amerikanischer Radiomoderator
- Gallagher, Mike (* 1984), US-amerikanischer Politiker der Republikanischen Partei
- Gallagher, Nicholas Aloysius (1846–1918), US-amerikanischer römisch-katholischer Geistlicher, Bischof von Galveston
- Gallagher, Noel (* 1967), britischer MusikerNoel Gallagher (* 1967)

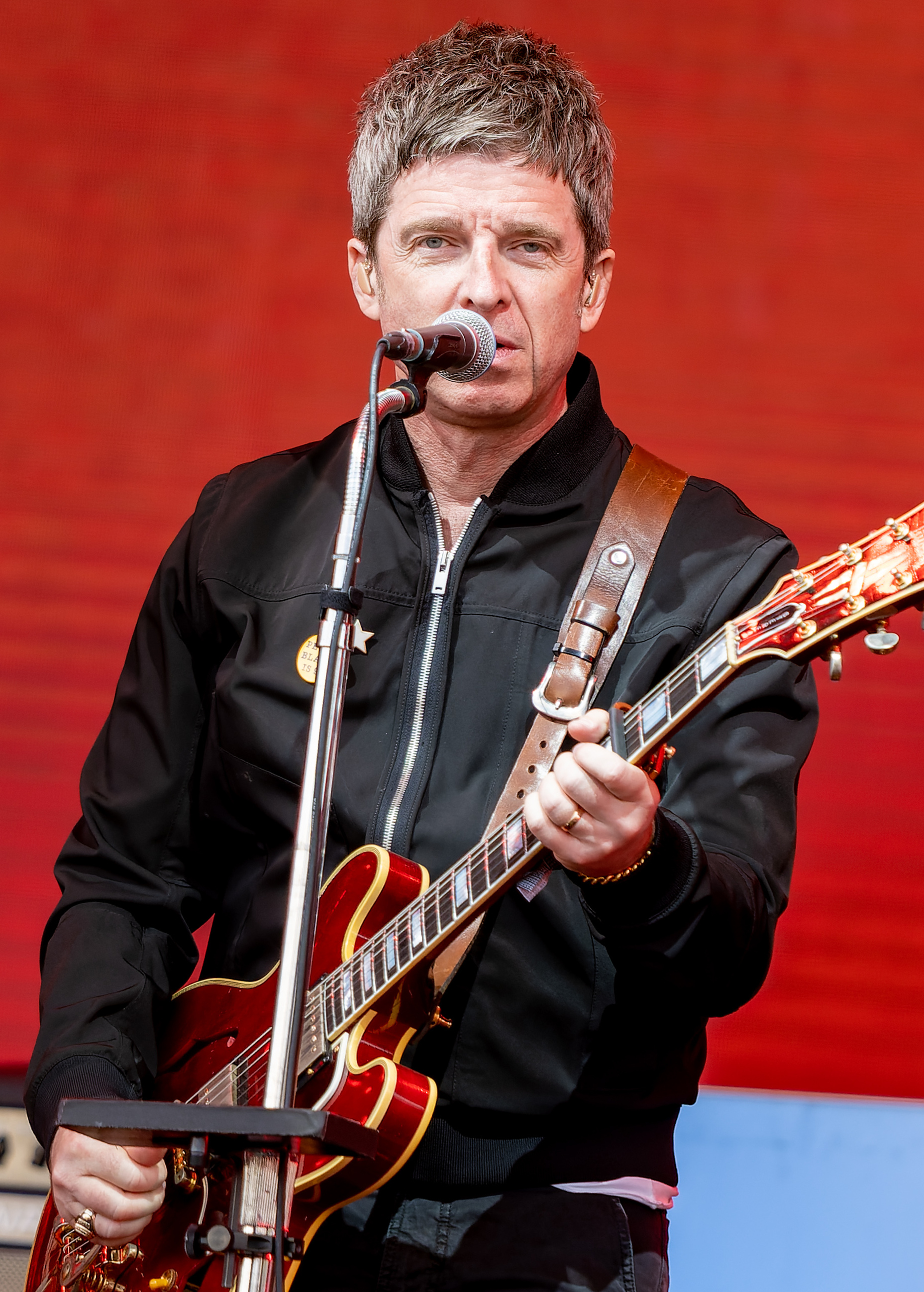
Noel Gallagher (* 1967)

- Gallagher, Pat (* 1948), irischer Politiker (Fianna Fáil), MdEP
- Gallagher, Patrick (* 1946), irischer Politiker und Journalist
- Gallagher, Patrick (* 1968), kanadischer Schauspieler und Komponist
- Gallagher, Patrick X. (1935–2019), US-amerikanischer Mathematiker
- Gallagher, Paul (* 1954), britischer Geistlicher, Diplomat des Heiligen Stuhls, Kurienerzbischof der römisch-katholischen Kirche
- Gallagher, Paul (* 1955), irischer Attorney General und Prozessanwalt
- Gallagher, Paul (* 1984), schottischer Fußballspieler
- Gallagher, Peter (* 1955), US-amerikanischer Schauspieler
- Gallagher, Raymond Joseph (1912–1991), US-amerikanischer Geistlicher, Bischof von Lafayette in Indiana
- Gallagher, Richard Hugo (1927–1997), US-amerikanischer Bauingenieur
- Gallagher, Rory (1948–1995), irischer Gitarrist
- Gallagher, Seán (* 1962), irischer Geschäftsmann und Politiker (einstiges Mitglied von Fianna Fáil)Seán Gallagher (* 1962)

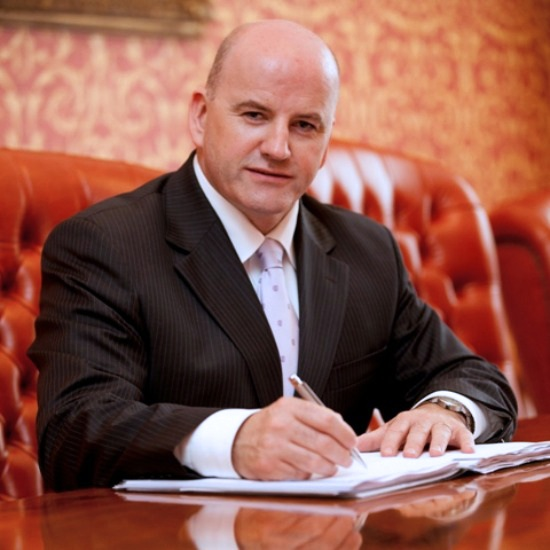
Seán Gallagher (* 1962)

- Gallagher, Shane (* 1976), US-amerikanischer Gitarrist
- Gallagher, Shaun (* 1948), US-amerikanischer Philosoph
- Gallagher, Stephen (* 1974), neuseeländischer Komponist und Sounddesigner
- Gallagher, Stephen (* 1980), irischer Radrennfahrer
- Gallagher, Thomas (1850–1930), US-amerikanischer Politiker der Demokratischen Partei
- Gallagher, Thomas Francis (* 1944), US-amerikanischer Physiker
- Gallagher, Tim, US-amerikanischer Tierfotograf, Redakteur und Sachbuchautor
- Gallagher, Tom (* 1954), britischer Politikwissenschaftler und Hochschullehrer
- Gallagher, Vincent (1899–1983), US-amerikanischer Ruderer
- Gallagher, William (1875–1946), US-amerikanischer Politiker
- Gallaher, David (1873–1917), neuseeländischer Rugby-Union-Spieler
- Gallai, Gabor (* 1979), deutscher Fußballtrainer
- Gallai, Mark Lasarewitsch (1914–1998), sowjetischer Testpilot und Ingenieur
- Gallai, Tibor (1912–1992), ungarischer Mathematiker
- Gallaire, Fatima (1944–2020), französische Dramatikerin und Schriftstellerin
- Gallait, Louis (1810–1887), belgischer Maler
- Gallan, Ginni (* 1965), französische Sängerin
- Galland, Adolf (1912–1996), deutscher Luftwaffenoffizier und JagdfliegerAdolf Galland (1912–1996)

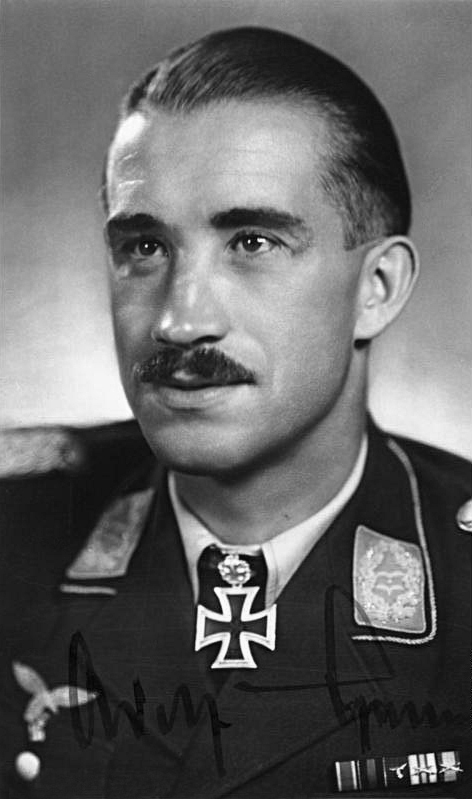
Adolf Galland (1912–1996)

- Galland, Antoine (1646–1715), französischer Orientalist und Numismatiker
- Galland, Antoine Jean-Louis (1792–1862), Schweizer evangelischer Geistlicher und Hochschullehrer
- Galland, Bertil (* 1931), Schweizer Journalist, Schriftsteller und Verleger
- Galland, Friederike (* 1965), deutsche Politikerin (CDU), MdA
- Galland, Georg (1857–1915), deutscher Kunsthistoriker
- Galland, Jérémie (* 1983), französischer Straßenradrennfahrer
- Galland, Jordan (* 1980), US-amerikanischer Regisseur, Drehbuchautor und Musiker
- Galland, Pierre-Victor (1822–1892), französischer Illustrator, Dekorateur und Maler
- Galland, Stéphane (* 1969), belgischer Fusion- und Jazzmusiker (Schlagzeug)
- Gallandi, Johannes (1843–1917), preußischer Oberstleutnant, Chronist der Preußischen Armee, Genealoge
- Gallant, Ara (1932–1990), US-amerikanischer Fotograf
- Gallant, Brett (* 1990), kanadischer Curler
- Gallant, Gerard (* 1963), kanadischer Eishockeyspieler und -trainer
- Gallant, Mavis (1922–2014), kanadische Journalistin und Schriftstellerin
- Gallant, Trevor (* 1975), kanadischer Eishockeyspieler
- Gallant-Lemay, Samuel (* 1993), kanadischer Biathlet
- Gallantes, Yrick (* 2001), philippinischer Fußballspieler
- Gallantree, Rebecca (* 1984), britische Wasserspringerin
- Gallarati Scotti, Giovanni Filippo (1747–1819), italienischer päpstlicher Diplomat, Bischof und Kardinal der Römischen Kirche
- Gallarati Scotti, Tommaso (1878–1966), italienischer Diplomat
- Gallard, Jill (* 1968), britische Diplomatin
- Gallard-Lépinay, Emmanuel (1842–1885), französischer Marinemaler
- Gallardo García, Rafael (1927–2021), mexikanischer Geistlicher und römisch-katholischer Bischof von Tampico
- Gallardo Lozada, Jorge (* 1934), bolivianischer Schriftsteller und Politiker
- Gallardo Martín del Campo, Luis Felipe (* 1941), mexikanischer Ordensgeistlicher, emeritierter römisch-katholischer Bischof von Veracruz
- Gallardo Valles, Miguel (* 1981), mexikanischer Tennisspieler
- Gallardo, Agustín (* 2001), argentinischer Volleyballspieler
- Gallardo, Alberto (1940–2001), peruanischer Fußballspieler und -trainer
- Gallardo, Almudena (* 1979), spanische Bogenschützin
- Gallardo, Antonio (* 1989), mexikanischer Fußballspieler
- Gallardo, Bartolomé José (1776–1852), spanischer Bibliothekar, Autor, Romanist und Hispanist
- Gallardo, Carlos, mexikanischer Schauspieler und Filmproduzent
- Gallardo, Eduardo (* 1969), argentinischer Handballtrainer
- Gallardo, Ernestina (1912–1982), deutsche Schauspielerin, Sängerin, Widerstandskämpferin gegen den Nationalsozialismus
- Gallardo, Francisco (* 1980), spanischer Fußballspieler
- Gallardo, Guillermo (* 1970), argentinischer Volleyball-Trainer
- Gallardo, Horacio (* 1981), bolivianischer Radrennfahrer
- Gallardo, Iván (* 1965), deutscher Schauspieler chilenischer Herkunft
- Gallardo, Ivana (* 1993), chilenische Leichtathletin
- Gallardo, Jesús (* 1994), mexikanischer Fußballspieler
- Gallardo, Joe (* 1939), US-amerikanischer Jazzmusiker
- Gallardo, José (* 1970), argentinischer Pianist
- Gallardo, José Miguel (1897–1976), puerto-ricanischer Politiker
- Gallardo, Julio (1942–1991), chilenischer Fußballspieler
- Gallardo, Karen (* 1984), chilenische Leichtathletin
- Gallardo, Lino (1773–1837), venezolanischer Komponist und Dirigent
- Gallardo, Lola (* 1993), spanische Fußballtorhüterin
- Gallardo, Marcelo (* 1976), argentinischer Fußballspieler und -trainerMarcelo Gallardo (* 1976)

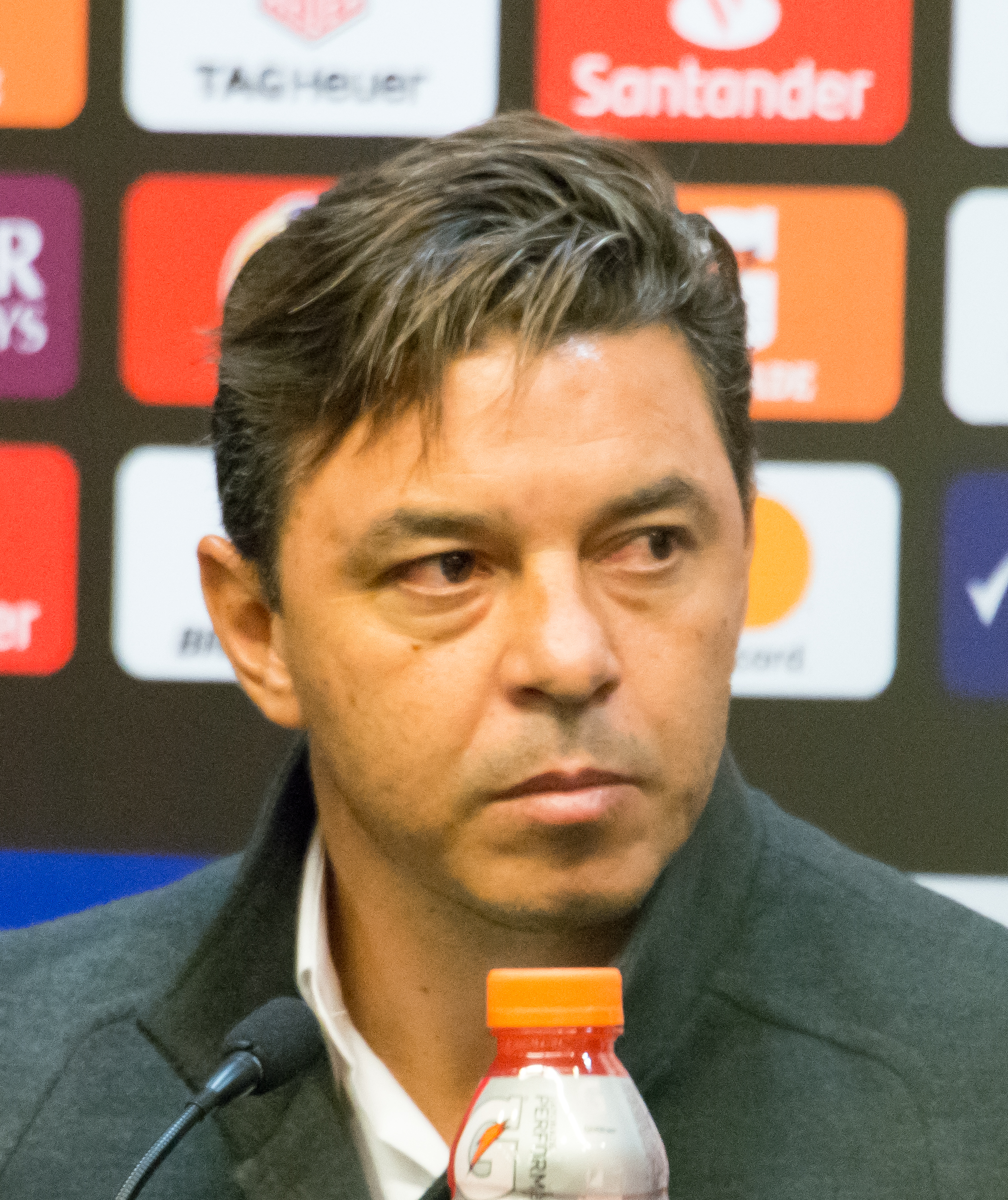
Marcelo Gallardo (* 1976)

- Gallardo, Nadja (* 1986), deutsche Volleyball-Nationalspielerin
- Gallardo, Nelson (* 1945), chilenischer Fußballspieler
- Gallardo, Sara (1931–1988), argentinische Schriftstellerin
- Gallardo, Sergio (* 1979), spanischer Mittelstreckenläufer
- Gallardo, Silvana (1953–2012), US-amerikanische Schauspielerin
- Gallardo, Steve (* 1968), US-amerikanischer Politiker
- Gallardo, Viviana († 1981), costa-ricanische Studentin, Terrorverdächtige
- Gallari, Adam (* 1984), US-amerikanischer Schriftsteller und Essayist
- Gallarino, Marco (* 1975), italienischer Philosoph und Philosophiehistoriker
- Gallaro, Giorgio Demetrio (* 1948), italienischer Geistlicher und Kurienerzbischof
- Gallart, Doris (1936–2018), deutsche Schauspielerin und Synchronsprecherin
- Gallas, Alexander (* 1976), deutscher Politikwissenschaftler
- Gallas, Corry (1885–1967), niederländische Malerin und Zeichnerin
- Gallas, Franz Ferdinand von (1635–1697), kaiserlicher und königlicher Obrist eines Regiments zu Fuß und Kämmerer, Herzog von Lucera
- Gallas, Helga (* 1940), deutsche Germanistin und Publizistin
- Gallas, Joana (* 1992), deutsche Volleyballspielerin
- Gallas, Johann Wenzel von (1669–1719), böhmischer Diplomat und Statthalter
- Gallas, Karel Rudolph (1868–1956), niederländischer Romanist und Lexikograf
- Gallas, Klaus (* 1941), deutscher Architekturhistoriker, Autor, Verleger und Kulturmanager
- Gallas, Matthias (1588–1647), Kaiserlicher General im Dreißigjährigen KriegMatthias Gallas (1588–1647)

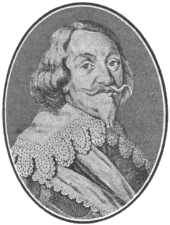
Matthias Gallas (1588–1647)

- Gallas, Nándor (1893–1949), ungarisch-rumänischer Bildhauer
- Gallas, Simon (* 2001), deutscher Volleyballspieler
- Gallas, Wilhelm (1903–1989), deutscher Jurist, Strafrechtstheoretiker und Hochschullehrer
- Gallas, William (* 1977), französischer Fußballspieler
- Gallasch, Mario (* 1977), deutscher Schauspieler
- Gallasini, Andrea (1681–1766), Stuckateur und Architekt des Barock
- Gallati, Christine (1888–1985), Schweizer Kunstmalerin, Autorin und Lebenskünstlerin
- Gallati, Fridolin (1885–1987), Schweizer Unternehmer
- Gallati, Frieda (1876–1955), Schweizer Historikerin
- Gallati, Fritz (1935–2020), Schweizer Radrennfahrer
- Gallati, Jean-Pierre (* 1966), Schweizer Politiker (SVP)Jean-Pierre Gallati (* 1966)

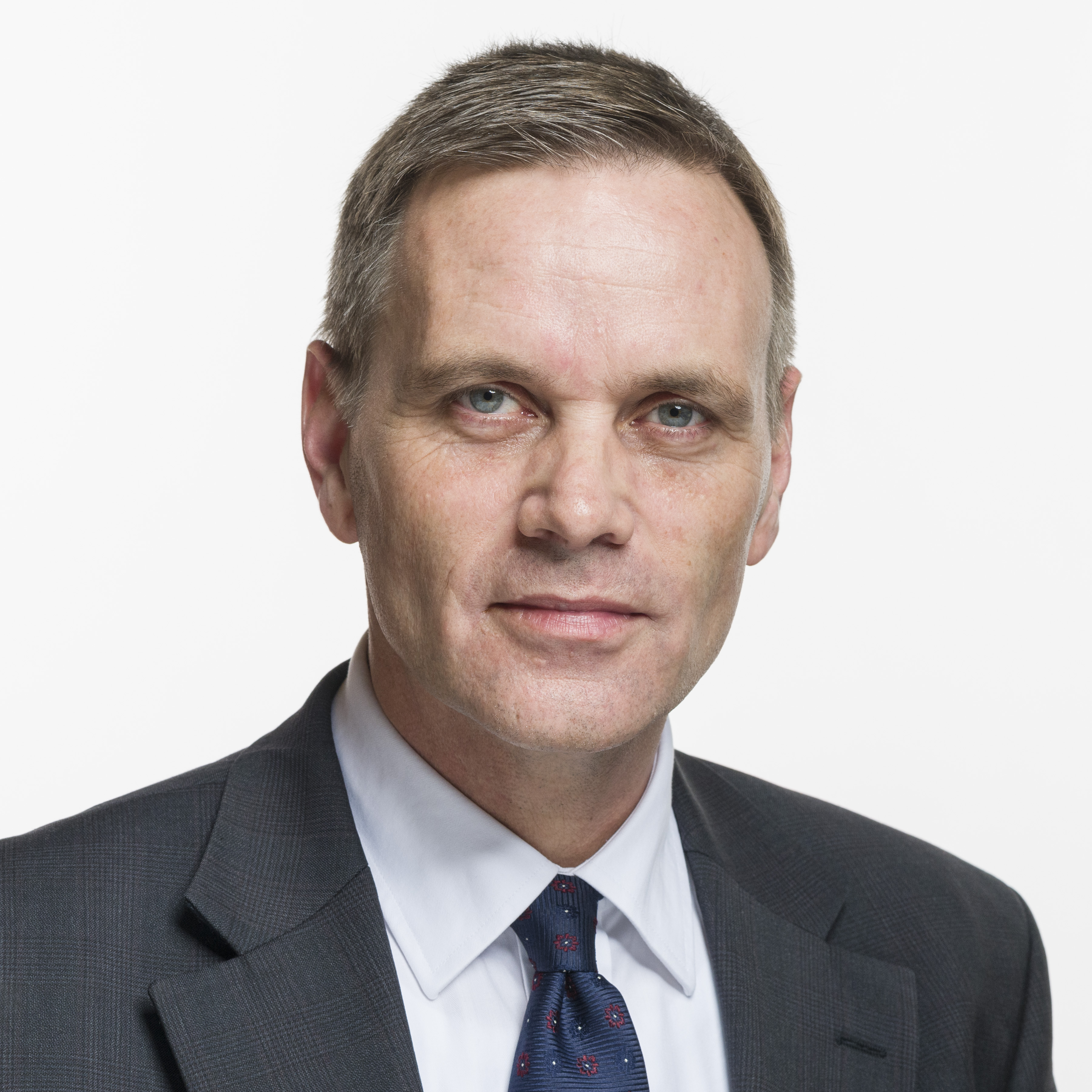
Jean-Pierre Gallati (* 1966)

- Gallati, Johann Baptist Ludwig (1771–1844), Schweizer Lokal- und Kantonalpolitiker und Genealoge
- Gallati, Kaspar († 1619), Schweizer Soldat
- Gallati, Laura (* 1939), Schweizer Musikerin, Pianistin und Politikerin
- Gallati, Remo (* 1992), Schweizer Unihockeyspieler
- Gallati, Rudolf (1845–1904), Schweizer Jurist und Politiker
- Gallatin, Albert (1761–1849), US-amerikanischer Politiker, Ethnologe, Linguist und Diplomat
- Gallatin, Harry (1927–2015), US-amerikanischer Basketballspieler und -trainer
- Gallaud, Louis (1897–1985), US-amerikanischer Jazzpianist des New Orleans Jazz
- Gallaudet, Edward Miner (1837–1917), Gründer der "Columbia Institution for the Deaf and Dumb and the Blind"
- Gallaudet, Thomas Hopkins (1787–1851), US-amerikanischer Geistlicher, Begründer der Schulbildung für taube Kinder in Hartford, USA
- Gallauner, Barbara (1912–2011), österreichische Schauspielerin
- Gallavardin, Louis-Bénédict (1875–1957), französischer Kardiologe
- Gallavotti, Giovanni (* 1941), italienischer Physiker
- Gallay, Ana (* 1986), argentinische Beachvolleyballspielerin
- Gallay, Claudie (* 1961), französische Schriftstellerin
- Gallay, Jacques François (1795–1864), französischer Hornist und Komponist
- Gallay, Maurice (1902–1982), französischer Fußballspieler
- Gallay, Olivia (* 1989), französische Skirennläuferin
- Gallazzi, Carlo (* 1942), italienischer Radrennfahrer

### Galle
- Galle, André (1761–1844), französischer Medailleur
- Galle, Andreas (1858–1943), deutscher Geodät
- Galle, Carl (1872–1963), deutscher Leichtathlet
- Galle, Carla (1948–2022), belgische Schwimmerin und Politikerin
- Galle, Clara (* 2002), spanische Schauspielerin und ModelClara Galle (* 2002)

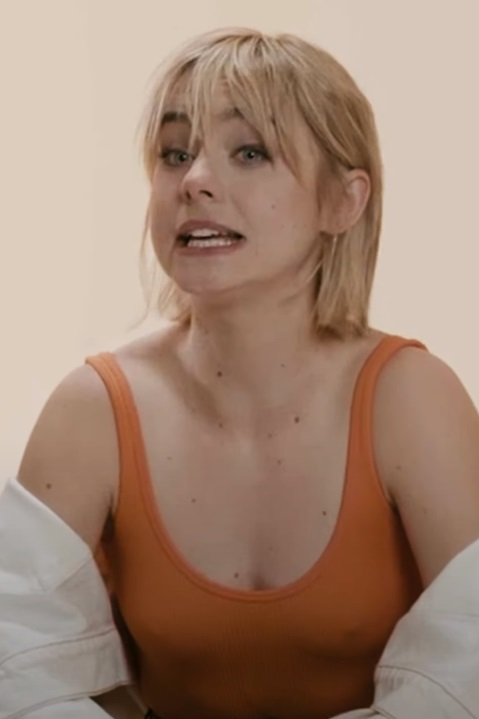
Clara Galle (* 2002)

- Galle, Claude (1758–1815), französischer Bronzierer
- Galle, Cornelius der Ältere (1576–1650), flämischer Zeichner und Kupferstecher
- Galle, Cornelius der Jüngere († 1678), niederländischer Kupferstecher
- Galle, Eitel (* 1935), deutscher Fußballspieler
- Gallé, Émile (1846–1904), französischer Kunsthandwerker und Designer
- Galle, Gustav (1899–1992), deutscher Politiker, Regierungspräsident
- Galle, Hieronymus, niederländischer Maler
- Galle, Johann Gottfried (1812–1910), deutscher Astronom; Hochschullehrer und Rektor in Breslau
- Galle, Mira (* 1995), deutsche Sozialpädagogin und Kinderbuchautorin
- Galle, Nick (* 1998), deutscher Fußballspieler
- Gälle, Norbert (* 1964), deutscher Komponist und Musiker
- Galle, Oswald (1868–1935), deutscher Maler und Plastiker
- Galle, Otto (1897–1944), Dresdner Arbeiterfunktionär und Widerstandskämpfer gegen den Nationalsozialismus
- Galle, Philipp (1537–1612), niederländischer Zeichner und Kupferstecher
- Gallé, Raphael (* 1999), österreichischer Fußballspieler
- Galle, Roland (* 1944), deutscher Romanist und Literaturwissenschaftler
- Galle, Theodor, niederländischer Kupferstecher
- Galle, Ullrich (* 1948), deutscher Gewerkschafter und Politiker (SPD)
- Gallé, Volker (* 1955), deutscher Mundartautor und -liedermacher
- Gallean, Karl Anton Hyacinth von (1737–1778), kurpfälzischer Obersthofmeister, Reichsfürst und Reichsgraf
- Galleani, Ely (* 1953), italienische Schauspielerin
- Galleani, Luigi (1861–1931), Anarchist und Befürworter des gewaltsamen Umsturzes der US-Regierung
- Gallee, Alexander (* 1968), österreichischer Allgemeinmediziner sowie Lied-, Konzert- und Opernsänger (Tenor)
- Gallée, Heinz Bruno (1920–1996), österreichischer Architekt, Bühnenbildner, Maler, Grafiker und Hochschullehrer
- Gallée, Johan Hendrik (1847–1908), niederländischer Germanist, Anglist und Niederlandist
- Gallée, Malte (* 1993), deutscher Politiker (Bündnis 90/Die Grünen)Malte Gallée (* 1993)

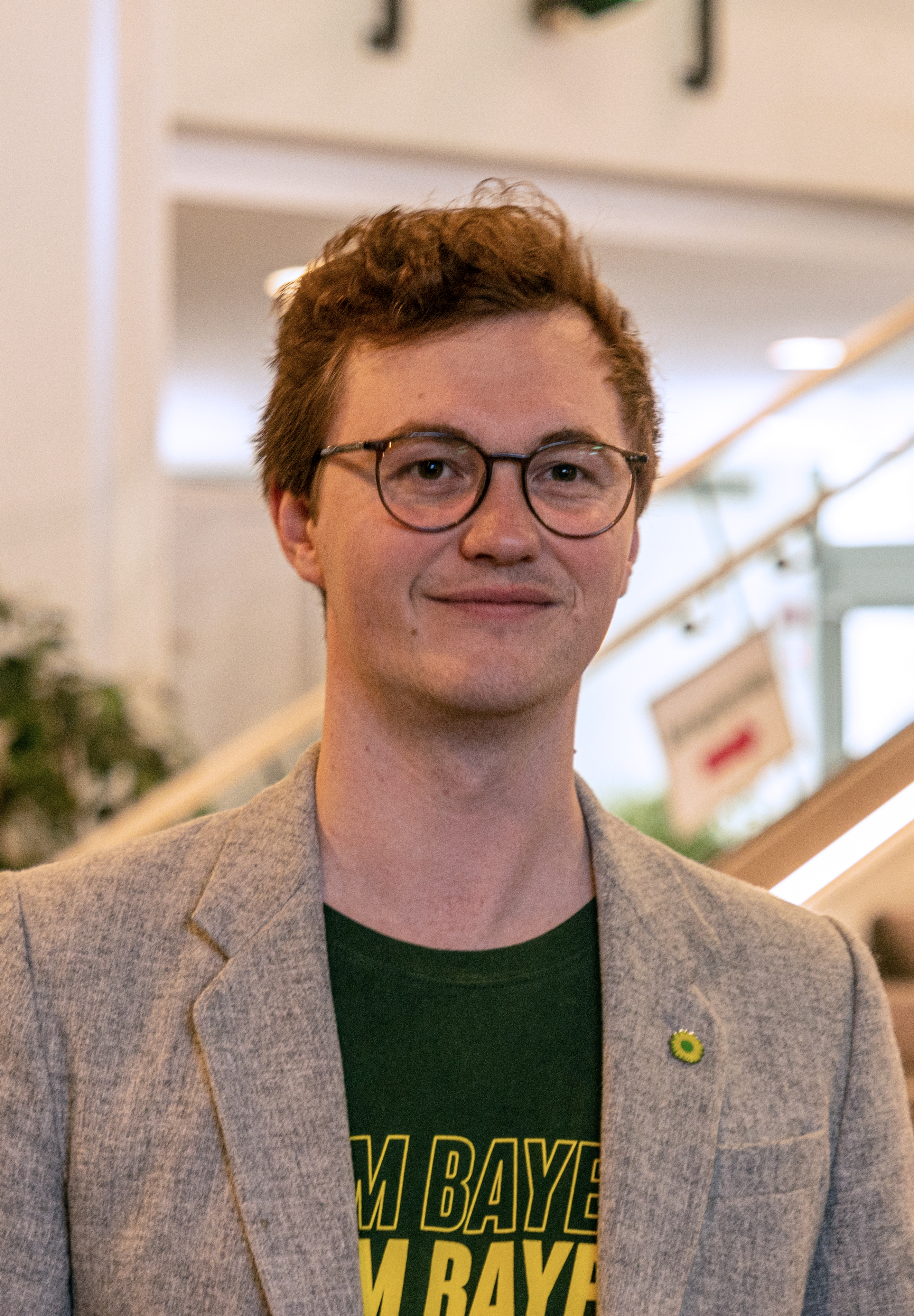
Malte Gallée (* 1993)

- Galleffi, Pietro Francesco (1770–1837), italienischer Geistlicher, Kardinal der Römischen Kirche
- Gallegati, Ercole (1911–1990), italienischer Ringer
- Gallegly, Elton (* 1944), US-amerikanischer Politiker
- Gallego García, Laura (* 1977), spanische Jugendbuchautorin
- Gallego Gorgojo, Felipe Antonio (1892–1959), spanischer römisch-katholischer Ordensgeistlicher, Weihbischof in Santo Domingo
- Gallego Laencuentra, Alberto (* 1974), spanischer Fußballspieler und -trainer
- Gallego Martínez, Justo (1925–2021), spanischer KirchenbaumeisterJusto Gallego Martínez (1925–2021)

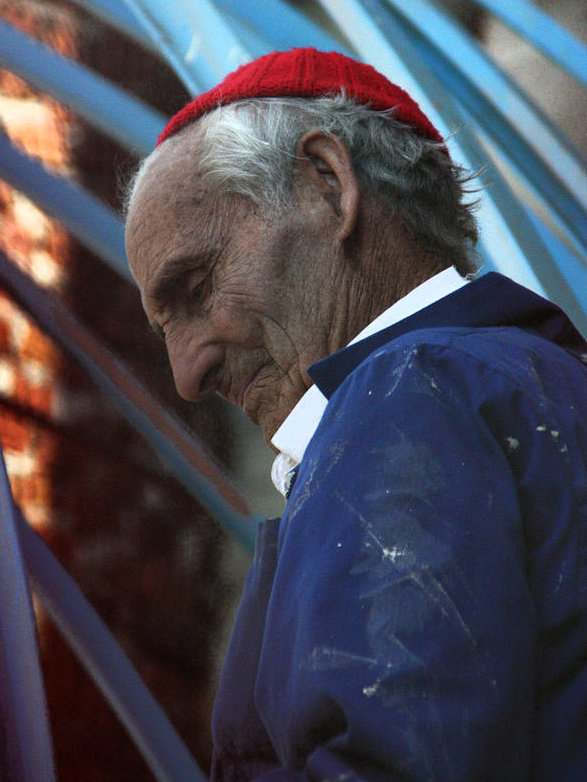
Justo Gallego Martínez (1925–2021)

- Gallego Muro, Jaime (* 2002), spanischer Handballspieler
- Gallego Torres, Ana (* 1974), spanische EU-Beamtin
- Gallego Trujillo, Rodrigo (* 1974), kolumbianischer römisch-katholischer Geistlicher, Bischof von Palmira
- Gallego, Américo (* 1955), argentinischer Fußballspieler
- Gallego, Andrés Uriel (1950–2014), kolumbianischer Politiker und Hochschullehrer
- Gallego, Charlene (* 1956), US-amerikanische Serienmörderin
- Gallego, Diego (* 1982), spanischer Radrennfahrer
- Gallego, Federico (* 1990), uruguayischer Fußballspieler
- Gallego, Fernando, spanischer Maler
- Gallego, Gerald (1946–2002), US-amerikanischer Serienmörder
- Gallego, Juan Nicasio (1777–1853), spanischer Dichter
- Gallego, Kate (* 1981), US-amerikanische Politikerin, Bürgermeisterin von Phoenix
- Gallego, Marc (* 1985), deutscher Fußballspieler
- Gallego, Nuno (* 2001), spanischer SchauspielerNuno Gallego (* 2001)

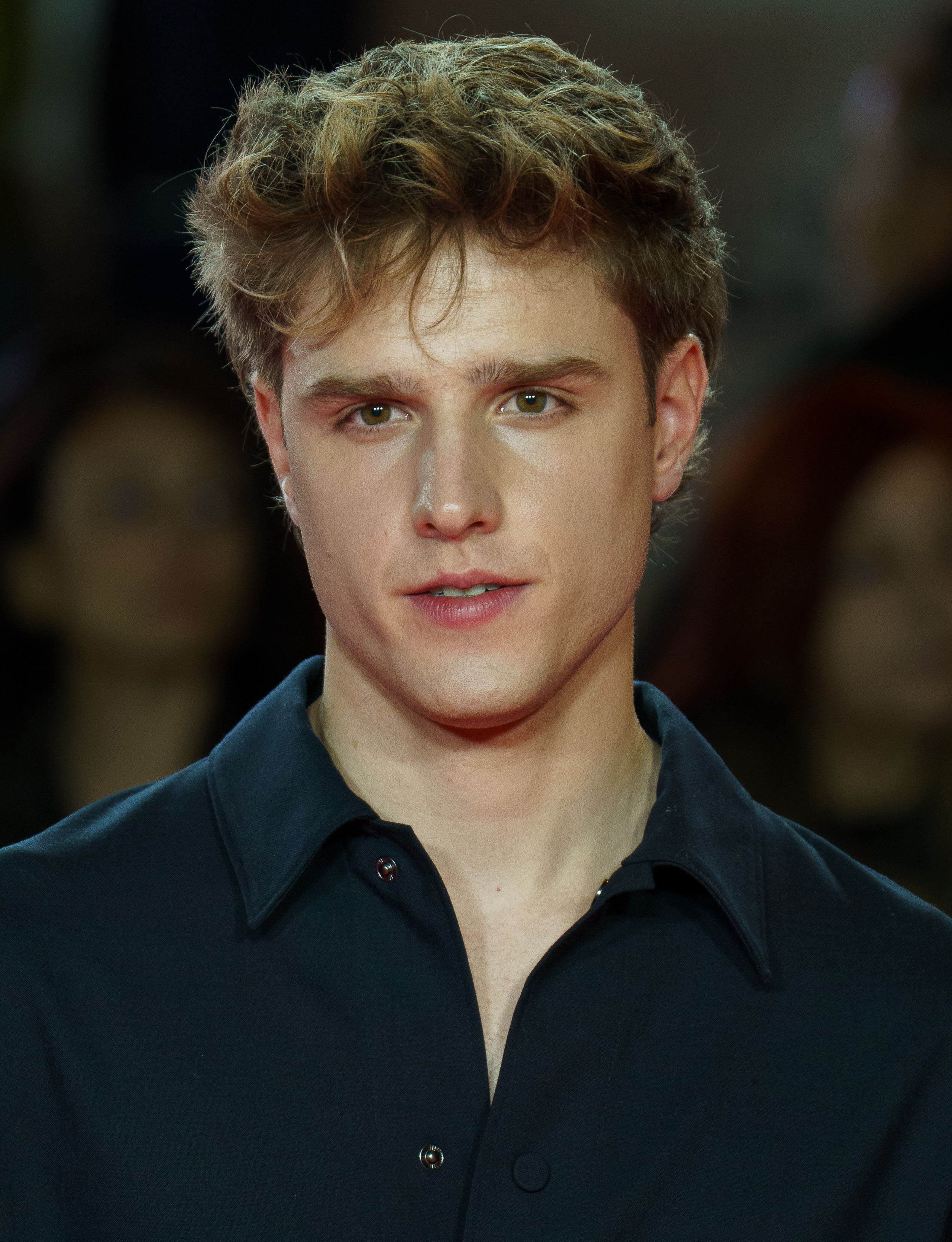
Nuno Gallego (* 2001)

- Gallego, Pete (* 1961), US-amerikanischer Politiker
- Gallego, Ramil (* 1966), philippinischer Poolbillardspieler
- Gallego, Ricardo (* 1959), spanischer Fußballspieler
- Gallego, Rubén (* 1968), russischer Schriftsteller
- Gallego, Ruben (* 1979), US-amerikanischer Politiker der Demokratischen Partei
- Gallego, Sara (* 2000), spanische Hürdenläuferin
- Gallegos y Alvarado, Rafael José de (1784–1850), Präsident Costa Ricas
- Gallegos y Arnosa, José (1859–1917), spanischer Maler, Bildhauer und Architekt
- Gallegos, Alphonse (1931–1991), US-amerikanischer römisch-katholischer Ordensgeistlicher, Weihbischof in Sacramento
- Gallegos, Carlos (* 1966), argentinischer Dichter
- Gallegos, Claudio (* 1947), chilenischer Fußballspieler
- Gallegos, Felipe (* 1991), chilenischer Fußballspieler
- Gallegos, Jorge (* 1979), ecuadorianischer Radrennfahrer
- Gallegos, José Manuel (1815–1875), US-amerikanischer Politiker
- Gallegos, Luis (* 1946), ecuadorianischer Diplomat
- Gallegos, Rómulo (1884–1969), venezolanischer Politiker und Schriftsteller
- Gallegos, Sebastián (* 1992), uruguayischer Fußballspieler
- Galleguillos, Gabriel (* 1944), chilenischer Fußballspieler
- Gallehr, Theo (1929–2001), deutscher Hörspielautor, Filmemacher, Journalist, bildender Künstler und Hochschullehrer für Bildende Kunst
- Gallei, Konrad (* 1949), deutscher Autor
- Gallein, Benjamin (* 1986), deutscher Koch
- Gallela, Prasad (* 1962), indischer Geistlicher, emeritierter römisch-katholischer Bischof von Cuddapah
- Gallen, Hugh (1924–1982), US-amerikanischer Politiker
- Gallen, Kevin (* 1975), englischer Fußballspieler
- Gallen-Kallela, Akseli (1865–1931), finnischer Maler, Architekt und Designer
- Gallenberg, Wenzel Robert von (1783–1839), österreichischer Komponist und Intendant
- Gallenberger, Florian (* 1972), deutscher Filmregisseur, Drehbuchautor und FilmproduzentFlorian Gallenberger (* 1972)

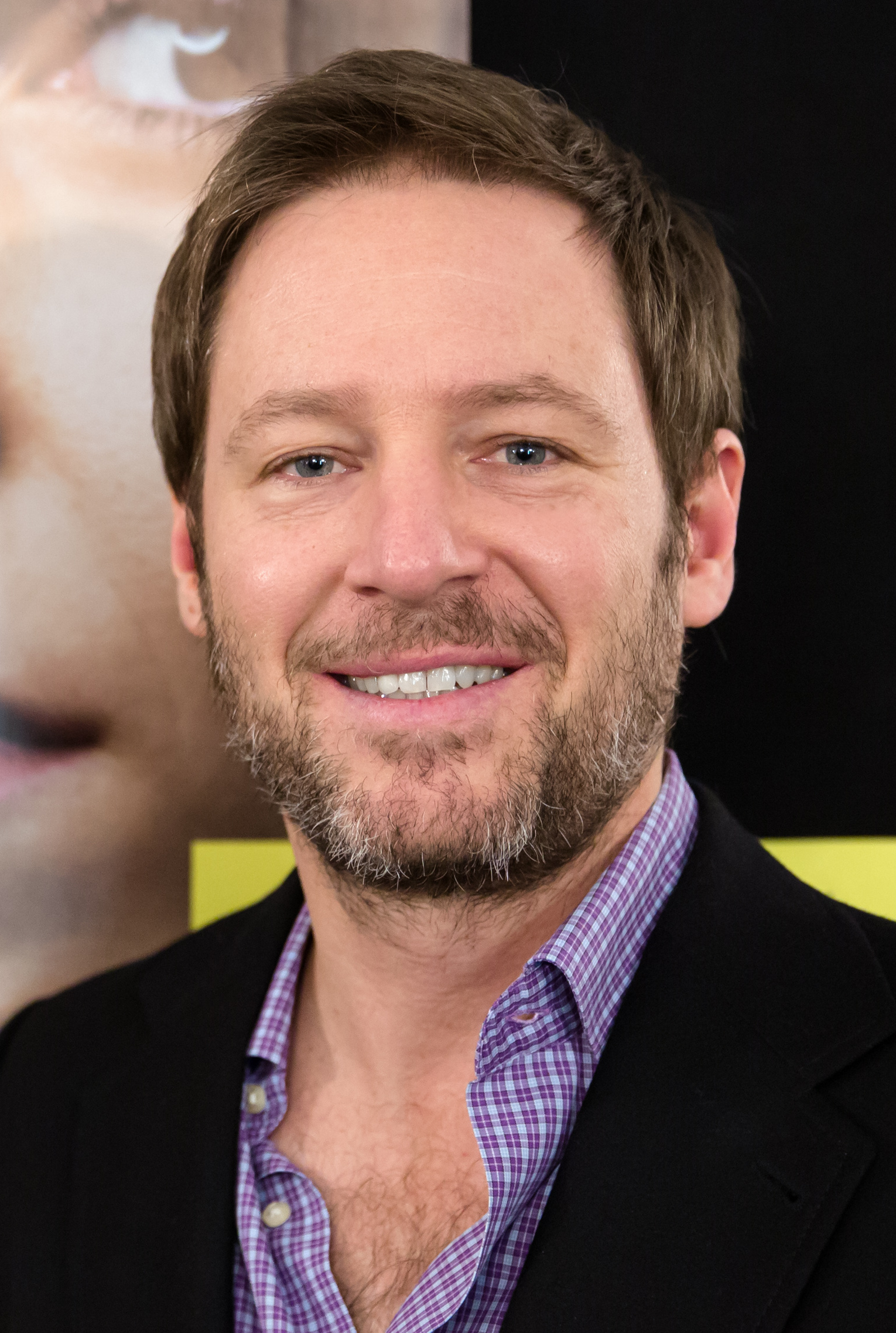
Florian Gallenberger (* 1972)

- Gallenga, Antonio Carlo Napoleone (1810–1895), italienischer politischer Schriftsteller
- Gallenkamp, Curt (1890–1958), deutscher General der Artillerie im Zweiten Weltkrieg
- Gallenkamp, Everhardus (1665–1717), deutscher Priester und Abt des Klosters Marienfeld
- Gallenkamp, Friedrich (1818–1890), deutscher Reichsgerichtsrat und Reichsoberhandelsgerichtsrat
- Gallenkamp, Hans-Georg (1916–2001), deutscher Unternehmer
- Gallenkamp, Hugo (1859–1925), deutscher Jurist
- Gallenstein, Adam Seyfrid Gall zu (1594–1669), Adliger und Gesandter
- Gallenstein, Johann Thaurer von (1779–1840), österreichischer Dichter des Kärntner Heimatliedes
- Gallenstein, Meinrad von (1811–1872), österreichischer Benediktinermönch und Naturforscher
- Gallent, Franz (1877–1959), österreichischer Politiker (SDAPDÖ), Landtagsabgeordneter
- Galleo Wigwigan, Cornelio (1942–2005), philippinischer Geistlicher (römisch-katholisch), Apostolischer Vikar von Bontoc-Lagawe und Bischof vom Bistum Baguio
- Galleppini, Aurelio (1917–1994), italienischer Comiczeichner
- Galler, Anton (1915–1995), deutscher SS-Hauptsturmführer und Kriegsverbrecher
- Galler, Bruno (* 1946), Schweizer Fussballschiedsrichter
- Galler, Dagmar (* 1961), deutsche Diskuswerferin
- Galler, Elisabeth Katharina von († 1672), österreichische Adlige
- Galler, Hieronymus, deutscher Drucker und Verleger schweizerischer Herkunft
- Galler, Julius Oskar (1844–1905), deutscher Buchhändler und Politiker (DtVP), MdR
- Galler, Lew Michailowitsch (1883–1950), sowjetischer Admiral deutschbaltischer Herkunft
- Galler, Wolf (* 1982), österreichischer Schauspieler
- Gallerach, Ernst (1930–1991), deutscher Manager, Generaldirektor von Carl Zeiss Jena, MdV, Mitglied des ZK der SED
- Gallerani, Cecilia (1473–1536), Mätresse von Ludovico Sforza, Ehefrau von Graf Bergamini
- Gallerano, Leandro († 1632), italienischer Organist, Kapellmeister und Komponist
- Gallert, Horst (* 1937), deutscher Politiker (DDR-CDU, CDU), MdL
- Gallert, Wulf (* 1963), deutscher Politiker (Die Linke), MdLWulf Gallert (* 1963)

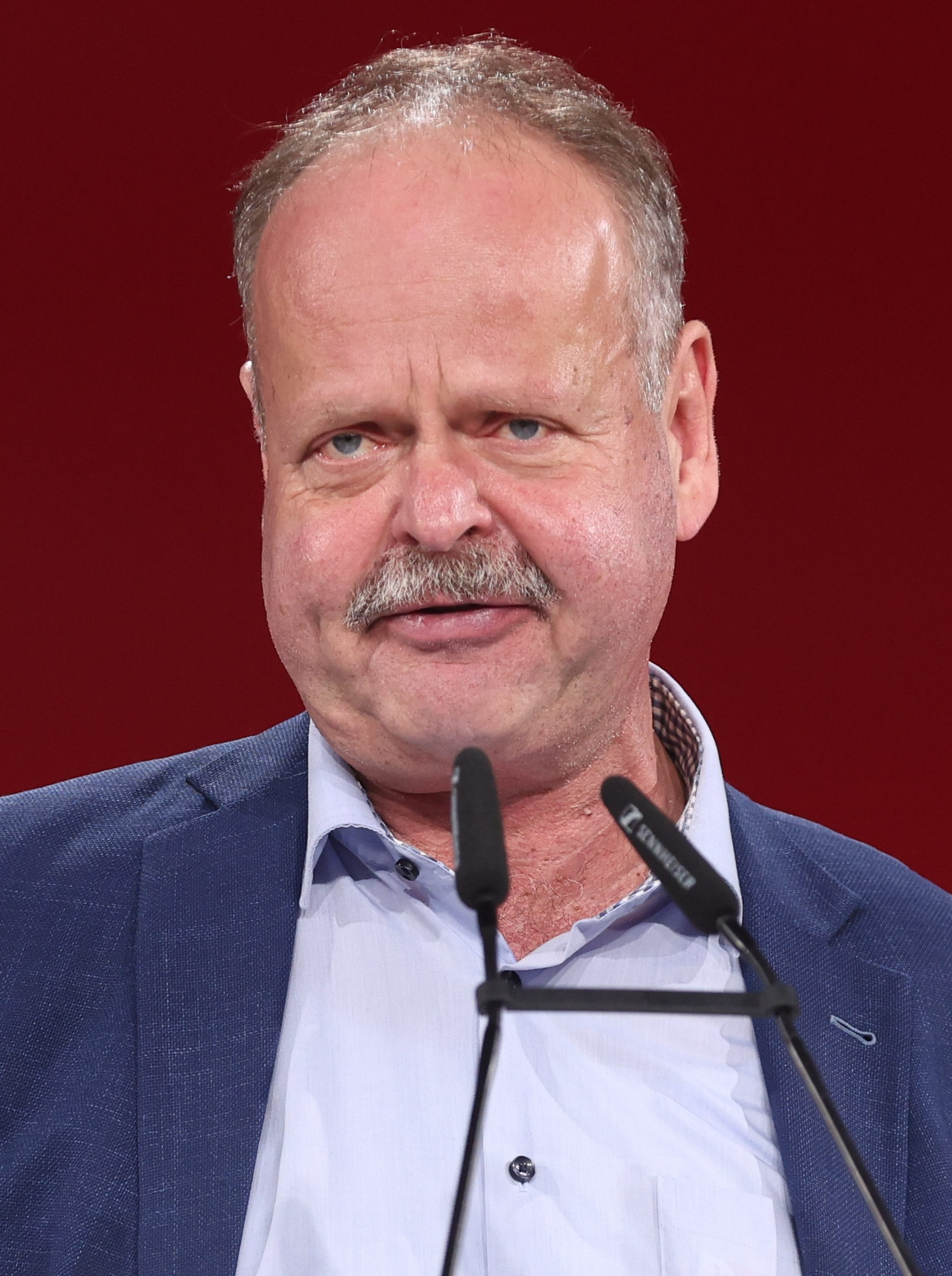
Wulf Gallert (* 1963)

- Galles, Paul (* 1973), luxemburgischer Politiker, Mitglied der Chamber
- Gallese, Guido (* 1962), italienischer Geistlicher, Bischof von Alessandria
- Gallese, Pedro (* 1990), peruanischer Fußballtorhüter
- Gallet, Bertrand (* 1974), französischer Badmintonspieler
- Gallet, Jean (1916–1989), französischer Hindernisläufer und Politiker
- Gallet, Louis (1835–1898), französischer Librettist und Schriftsteller
- Galletta, Natale (* 1967), italienischer Volksmusiksänger
- Galletti, Alessio (1968–2005), italienischer Radrennfahrer
- Galletti, Gian Luca (* 1961), italienischer Politiker
- Galletti, Giuseppe (1798–1873), italienischer Politiker, Mitglied der Camera dei deputati und Freiheitskämpfer
- Galletti, Johann Georg August (1750–1828), deutscher Historiker und Geograph
- Galletti, Luciano (* 1980), argentinischer Fußballspieler
- Galletti, Paolo (1937–2015), italienischer Schwimmer
- Galley, Eberhard (1910–1994), deutscher Literaturwissenschaftler und Bibliothekar
- Galley, Eckhard (1939–2024), deutscher Sportjournalist
- Galley, Eik (* 1967), deutscher Journalist und SportreporterEik Galley (* 1967)

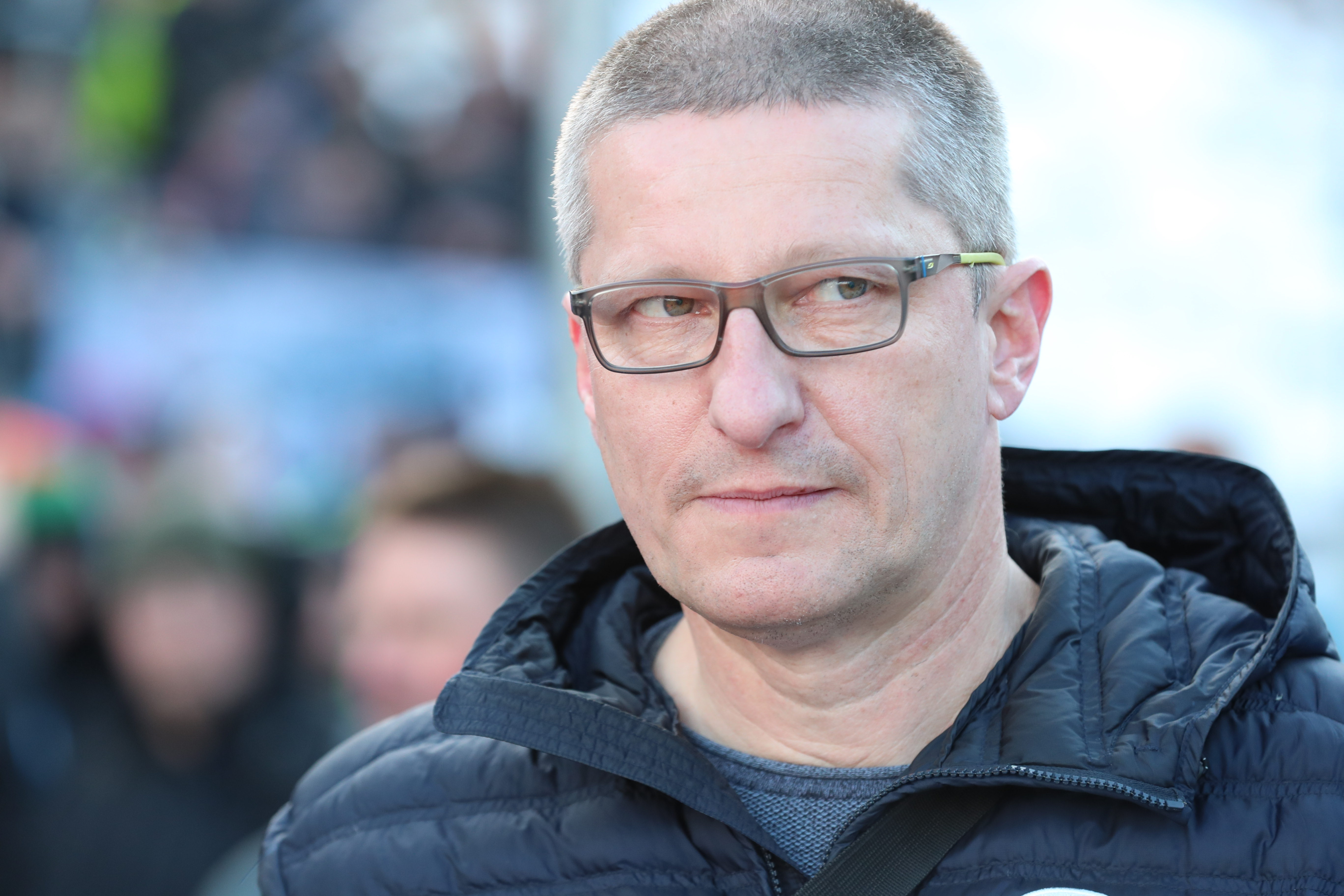
Eik Galley (* 1967)

- Galley, Garry (* 1963), kanadischer Eishockeyspieler
- Galley, Mel (1948–2008), britischer Gitarrist
- Galley, Michael (1944–2004), deutscher Politiker (CDU), Oberbürgermeister von Gera
- Galley, Robert (1921–2012), französischer Politiker

### Gallh
- Gallhof, Wilhelm (1878–1918), deutscher Maler und Bildhauer
- Gallhuber, Katharina (* 1997), österreichische SkirennläuferinKatharina Gallhuber (* 1997)

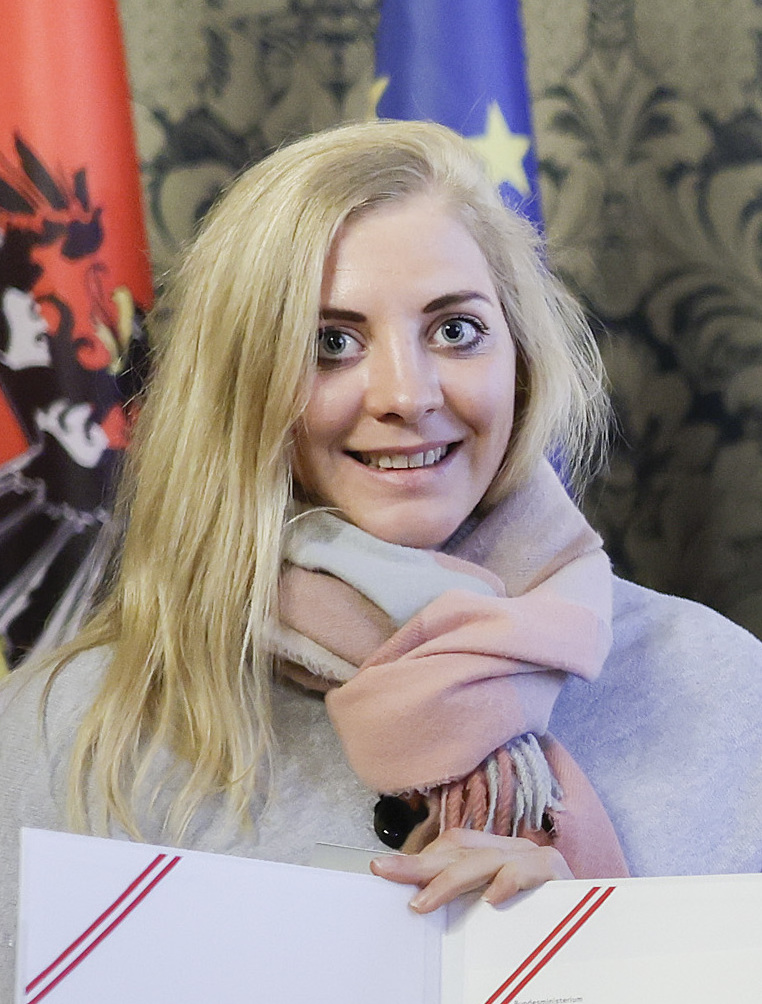
Katharina Gallhuber (* 1997)

- Gallhuber, Philipp (* 1995), österreichischer Fußballspieler

### Galli
- Galli (* 1944), deutsche Künstlerin
- Galli da Bibiena, Alessandro (1686–1748), italienischer Architekt
- Galli da Bibiena, Antonio († 1774), italienischer Dekorationsmaler und Architekt
- Galli da Bibiena, Carlo († 1787), italienischer Dekorations- und Theatermaler des Spätbarock
- Galli da Bibiena, Ferdinando (1656–1743), italienischer Architekt und Bühnenbildner
- Galli da Bibiena, Francesco (1659–1739), italienischer Szenograf, Architekt, Bühnenbildner und Dekorationsmaler
- Galli da Bibiena, Giovanni Maria (1618–1665), italienischer Freskant, Tafelmaler und Bühnendekorateur
- Galli da Bibiena, Giuseppe (1696–1757), Architekt, Bühnenbildner
- Galli, Aldo (1906–1981), italienischer Maler
- Galli, Antonio (1812–1861), italienischer Bildhauer
- Galli, Antonio (1883–1942), Schweizer Lehrer, Lokalhistoriker, Forscher, Publizist, Politiker und Staatsrat
- Galli, Antonio Andrea (1697–1767), italienischer Geistlicher und Kardinal der Römischen Kirche
- Galli, Antonio Maria († 1620), italienischer Kardinal der Römischen Kirche und Bischof von Perugia
- Galli, Aurelio (1866–1929), italienischer Kurienkardinal
- Galli, Aurora (* 1996), italienische Fußballspielerin
- Galli, Brenno (1910–1978), Schweizer Offizier und Brigadier
- Galli, Carlo (1878–1966), italienischer Diplomat
- Galli, Caterina († 1804), italienisch-englische Opern- und Oratoriensängerin (Mezzosopran)
- Galli, Chiara von (* 1994), deutsche Schauspielerin
- Galli, Claudia (* 1978), schwedische Schauspielerin
- Galli, Costantino (1825–1888), italienischer Architekt in Faenza
- Galli, Dina (1877–1951), italienische Schauspielerin
- Galli, Domenico (1791–1856), Schweizer Notar, Politiker, Tessiner Grossrat, Staatsrat und Ständerat
- Galli, Elias (* 1650), deutscher Maler
- Galli, Fabio (* 1969), italienischer Beachvolleyballspieler
- Galli, Filippo (* 1963), italienischer Fußballspieler und -trainer
- Galli, Francesca (* 1960), italienische Radrennfahrerin
- Galli, Franz (1839–1917), deutscher Jurist, Richter und Reichsgerichtsrat
- Galli, Gigi (* 1973), italienischer Rallyefahrer
- Galli, Giovanni (* 1958), italienischer FußballtorhüterGiovanni Galli (* 1958)

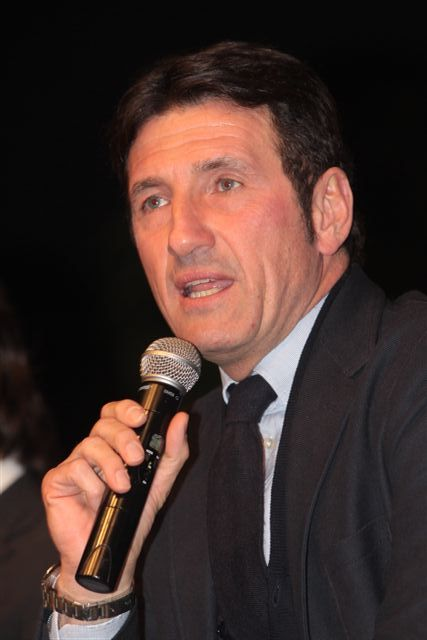
Giovanni Galli (* 1958)

- Galli, Giovanni Antonio († 1652), italienischer Maler
- Galli, Giulia, US-amerikanische Physikerin und Materialwissenschaftlerin
- Galli, Giuseppe (1933–2016), italienischer Psychologe
- Galli, Ida, italienische Schauspielerin
- Galli, Johannes (1856–1927), deutscher Metallurg, Eisenhüttenmann und Hochschullehrer
- Galli, Johannes (* 1952), deutscher Unternehmer, Clown, Schauspieler, Regisseur, Musiker, Trainer, Coach, Philosoph und Autor
- Galli, Jole (* 1995), italienische Skirennläuferin und Freestyle-Skierin
- Galli, Lina (1899–1993), italienische Schriftstellerin
- Galli, Marco (1957–1988), italienischer Wasserballspieler
- Galli, Marco (* 1965), italienischer Schauspieler
- Galli, Mario von (1904–1987), österreichischer Jesuit, theologischer Redakteur und Publizist
- Galli, Maurizio (1936–2008), römisch-katholischer Bischof von Fidenza
- Galli, Medardo (1907–1985), italienischer Ruderer
- Galli, Nanni (1940–2019), italienischer AutomobilrennfahrerNanni Galli (1940–2019)

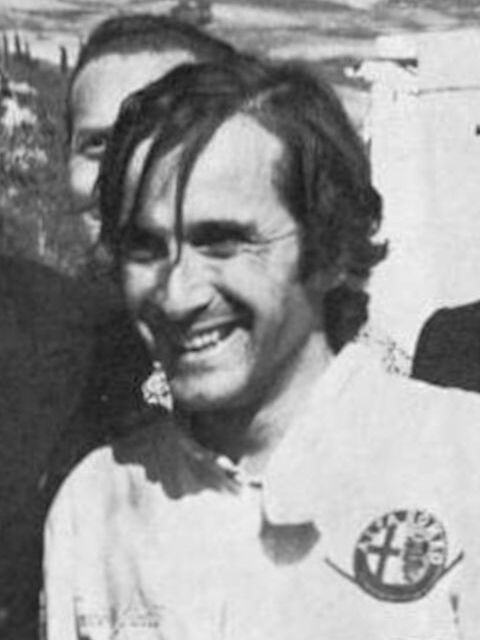
Nanni Galli (1940–2019)

- Galli, Pippa (* 1985), österreichische Schauspielerin
- Galli, Rodja (* 1979), Schweizer Illustrator, visueller Gestalter und Künstler
- Galli, Rudy (* 1983), italienischer Snowboarder
- Galli, Sandro (* 1984), Schweizer Trainer
- Galli, Simone (* 1978), italienischer Freestyle-Skier
- Galli, Thomas (* 1973), deutscher Jurist und Autor
- Galli, Yuri (* 1994), uruguayischer Fußballspieler
- Galli-Curci, Amelita (1882–1963), italienische Opernsängerin (Koloratursopran)
- Galli-Marié, Célestine (1837–1905), französische Opernsängerin (Mezzosopran)
- Galli-Valerio, Bruno (1867–1943), italienischer Mikrobiologe und Hochschullehrer
- Galliac, Louis (1849–1934), französischer Genremaler sowie Maler des Orientalismus
- Gallian, Joseph (* 1942), US-amerikanischer Mathematiker
- Gallian, Ketti (1911–1972), französische Schauspielerin
- Gallian, Octave (1855–1918), französischer Genre- und Porträtmaler
- Galliani, Adriano (* 1944), italienischer Unternehmer und Fußball-Funktionär
- Galliani, Antonio (1662–1715), italienischer Geistlicher, römisch-katholischer Bischof von Umbriatico und Castellaneta
- Galliani, Omar (* 1954), italienischer Künstler
- Galliano, Craig (* 2002), gibraltarischer Dart- und Fußballspieler
- Galliano, John (* 1960), britischer ModeschöpferJohn Galliano (* 1960)

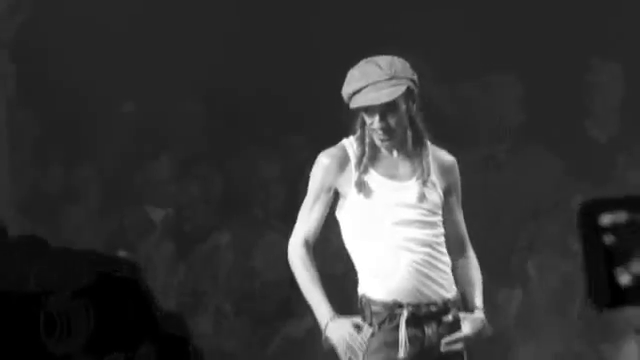
John Galliano (* 1960)

- Galliano, Richard (* 1950), französischer Jazz-Akkordeonist und Komponist
- Galliard, Johann Ernst (1687–1749), deutscher Oboist, Organist und Komponist
- Galliard, Peter (* 1961), Schweizer Opernsänger (Tenor)
- Galliari, Bernardino (1707–1794), italienischer Freskant und Theatermaler
- Gallicciolli, Giambattista (1733–1806), venezianischer Historiker, Philologe, Gräzist und Judaist
- Gallice, Jean (* 1949), französischer Fußballspieler
- Gallice, René (1919–1999), französischer Fußballspieler
- Gallicius, Philipp (1504–1566), evangelisch-reformierter Theologe, Kirchenlieddichter und Reformator in Graubünden
- Gallico, Paolo (1868–1955), italienisch-amerikanischer Pianist, Komponist und Musikpädagoge
- Gallico, Paul (1897–1976), amerikanischer Autor
- Galliculus, Johannes, deutscher Komponist und Musiktheoretiker der Renaissance
- Gallicus, Johannes, Musiktheoretiker und Kartäusermönch der frühen Renaissance
- Galliczon, Gatien de (1658–1712), französischer Bischof
- Gallie, Phil (1939–2011), schottischer Politiker (Conservative Party), Mitglied des House of Commons
- Gallie, Walter Bryce (1912–1998), schottischer Philosoph
- Gallien, Pierre (1911–2009), französischer Radrennfahrer
- Gallieni, Joseph (1849–1916), französischer General und Gouverneur von Madagaskar
- Gallienne, Guillaume (* 1972), französischer Schauspieler und Komiker
- Gallienne, Wilfred Hansford (1897–1956), britischer Diplomat
- Gallienus († 268), römischer KaiserGallienus († 268)

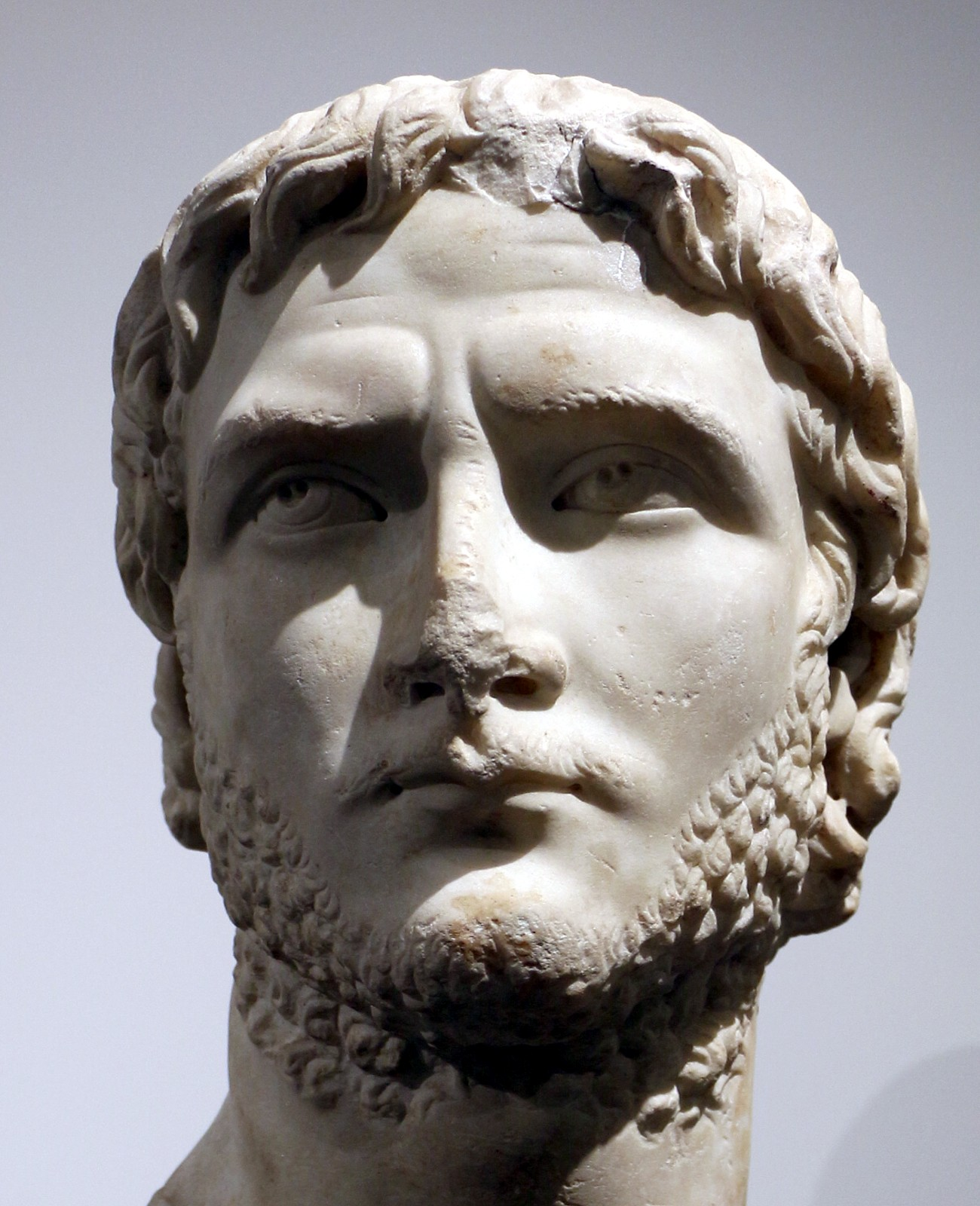
Gallienus († 268)

- Galliera, Arnaldo (1871–1934), italienischer Komponist und Musikpädagoge
- Gallifet, Joseph de (1663–1749), französischer katholischer Geistlicher
- Galliffet, Gaston de (1830–1909), französischer General
- Galligan, Danielle (* 1992), irische Schauspielerin
- Galligan, Walter T. (1925–2010), US-amerikanischer Offizier, Generalleutnant der US Air Force
- Galligan, Zach (* 1964), US-amerikanischer SchauspielerZach Galligan (* 1964)

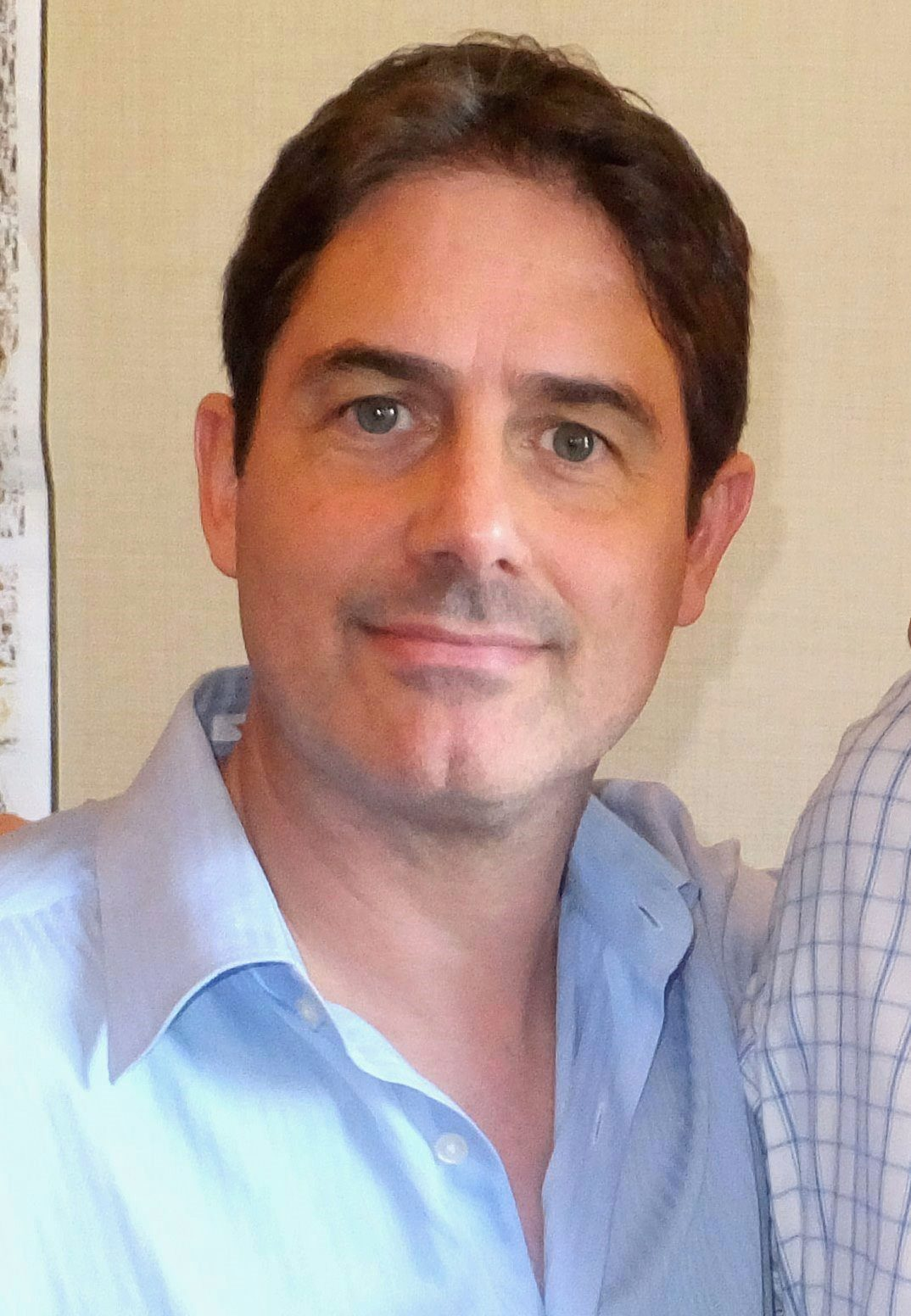
Zach Galligan (* 1964)

- Gallignani, Giuseppe (1851–1923), italienischer Komponist und Musikpädagoge
- Galliker, Adolf (1892–1959), Schweizer Kaufmann, Journalist und Schriftsteller
- Galliker, Bruno (1931–2020), Schweizer Leichtathlet und Sportreporter
- Galliker, Martin (* 1973), Schweizer Bobfahrer
- Galliker-Tönz, Gertrud (* 1954), Schweizer Politikerin (Grüne)
- Gallimard, Gaston (1881–1975), französischer Verleger
- Gallimard, Paul (1850–1929), französischer Kunstsammler
- Gallimore, Byron, US-amerikanischer Musikproduzent
- Gallin, Ernst (1901–1945), deutscher evangelischer Pfarrer, Mitglied der Bekennenden Kirche (BK) und Häftling im KZ Dachau
- Gallin, Hermann († 1365), Kaufmann und Bürgermeister der Hansestadt Lübeck
- Gallin, Urion (1928–2021), israelischer Leichtathlet
- Gallina, Anna (* 1983), deutsche Politikerin (Grüne), MdHB
- Gallina, Ernesto (1924–2002), italienischer Geistlicher, römisch-katholischer Erzbischof und Diplomat des Heiligen Stuhls
- Gallina, Francesca (* 1996), italienische Snowboarderin
- Gallina, Giacinto (1852–1897), italienischer Komödiendichter
- Gallina, Giovanni, italienischer Bildhauer
- Gallina, Giovanni (1852–1936), italienischer Diplomat und Politiker, Gesandter in China, Japan und Frankreich sowie Senator
- Gallina, Jan Adam (1724–1773), böhmischer Komponist
- Gallina, Ludovico (1752–1787), italienischer Maler
- Gallina, Marina († 1422), Dogaressa von Venedig
- Gallina, Pedro (1949–2022), argentinischer Fußballspieler
- Gallina, Renan (* 2004), brasilianischer Sprinter
- Gallina, Sandra, italienische EU-Beamtin
- Gallinari, Danilo (* 1988), italienischer BasketballspielerDanilo Gallinari (* 1988)

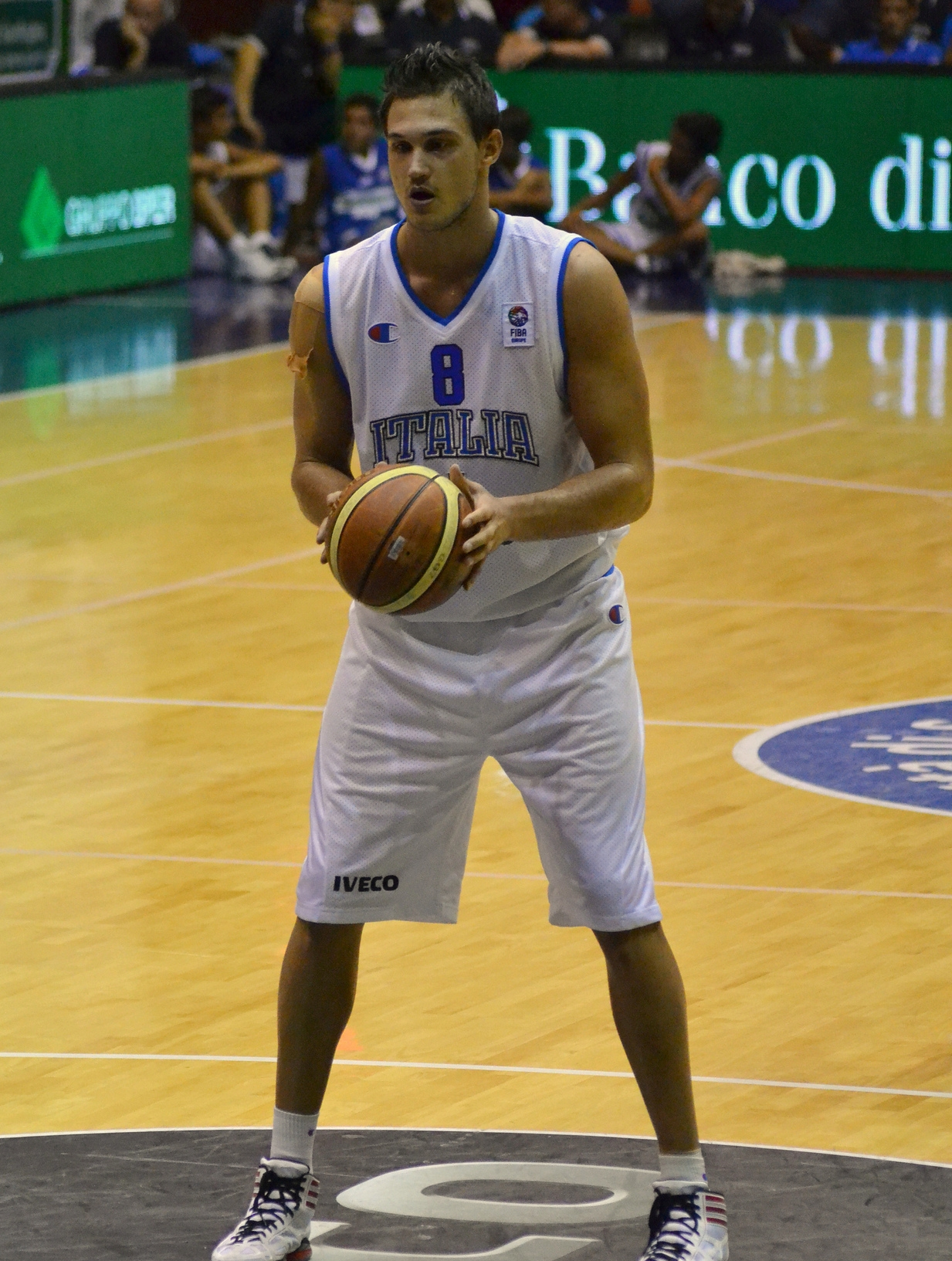
Danilo Gallinari (* 1988)

- Gallinari, Prospero (1951–2013), italienischer Terrorist und hochrangiges Mitglied der Roten Brigaden
- Gallinat, Anne (* 1965), deutsche Autorin
- Gallinato, Manuel (1893–1968), chilenischer Maler
- Galliner, Arthur (1878–1961), deutsch-britischer Maler und Kunsthistoriker
- Galliner, Julius (1872–1949), Rabbiner
- Galliner, Nicola (* 1950), deutsch-britische Kulturwissenschaftlerin und Kulturmanagerin
- Galliner, Peter (1920–2006), deutscher Journalist und Publizist
- Galliner, Siegfried (1875–1960), deutscher Rabbiner
- Galling, Gottfried (1937–1989), deutscher Botaniker und ehemaliger Hochschullehrer
- Galling, Kurt (1900–1987), deutscher evangelischer Theologe, Archäologe und Hochschullehrer
- Galling, Martin (* 1935), deutscher Pianist und Kammermusiker
- Gallinge, Gerhard (1913–1974), deutscher Radrennfahrer
- Gallinge, Werner (1916–2013), deutscher Radsportler (DDR)
- Gallinger, August (1871–1959), deutscher Mediziner und Philosoph
- Gallinger, Hermann (1899–1962), Schweizer Schauspieler
- Gallinger, Jacob Harold (1837–1918), US-amerikanischer Politiker
- Gallini, Mo (* 1966), amerikanischer Schauspieler
- Gallini, Pina (1888–1974), italienische Schauspielerin
- Gallinnis, Norbert (* 1967), deutscher Fernschachspieler
- Gallinowski, Robert (1969–2023), deutscher Schauspieler, Hörspielsprecher, Maler und Lyriker
- Galliny, Florentine (1845–1913), österreichische Autorin, Journalistin und Übersetzerin
- Gallio, Christoph (* 1957), Schweizer Jazzmusiker
- Gallio, Marco (1619–1683), italienischer Kardinal und Bischof
- Gallio, Pete (1966–2022), US-amerikanischer Jazzmusiker (Saxophon, Flöte)
- Gallio, Tolomeo (1527–1607), Kardinal der Römischen Kirche
- Gallion, George (* 1937), US-amerikanischer Automobildesigner
- Gallion, Jean (1913–1968), luxemburgischer Politiker (LSAP) und Gewerkschafter
- Gallion, Nina (* 1980), deutsche Historikerin
- Gallis, Pieter (1633–1697), niederländischer Bankdirektor und Maler von Landschaften und Stillleben
- Gallisard, Pierre († 1577), französischer Autor, Theologe
- Gallisch, Albert (1874–1936), deutscher Marine-Ingenieur und Betriebsleiter einer Eisengießerei
- Gallison, Henry Hammond (1850–1910), US-amerikanischer Arzt, Jurist und Landschaftsmaler
- Gallison-Reuter, Marie (1861–1954), deutschamerikanische Schullehrerin, Sängerin, Musikpädagogin, Chorleiterin sowie Schwester der Kaiserswerther Diakonie
- Gallissà, Antoni Maria (1861–1903), spanischer Architekt des katalanischen Jugendstils
- Gallissaires, Pierre (1932–2020), französischer Literaturübersetzer, Lyriker und Mitbegründer der Edition Nautilus
- Gallistel, C. Randy (* 1941), US-amerikanischer Psychologe
- Gallister, Paul (* 1984), österreichischer Medienkomponist und Produzent
- Gallistl, Bernhard (* 1948), deutscher Handschriftenbibliothekar und Kunsthistoriker
- Gallistl, Clara (* 1988), nichtbinäre österreichische Kulturarbeitsperson
- Gallitti, Alberto (1926–2011), italienischer Filmeditor
- Gallitzin, Amalie von (1748–1806), Mitbegründerin des „romantischen“ KatholizismusAmalie von Gallitzin (1748–1806)

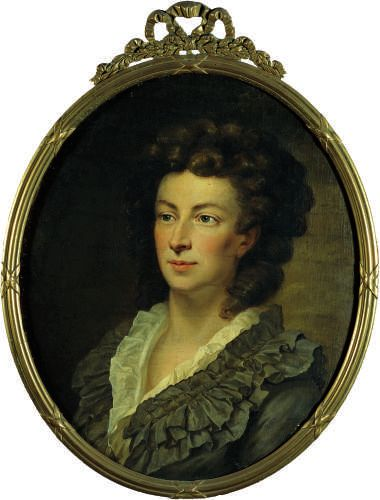
Amalie von Gallitzin (1748–1806)

- Gallitzin, Demetrius Augustinus (1770–1840), römisch-katholischer Priester, Missionar und Bildungspionier
- Galliussi, Eugenio (1915–2010), italienisch-französischer Radrennfahrer
- Gallivan, James A. (1866–1928), US-amerikanischer Politiker
- Gallivan, Joe (* 1937), US-amerikanischer Jazz-Schlagzeuger und Keyboarder
- Gallizia, Giuseppe (1915–2007), Schweizer Archivar
- Gallizian, Anton, Basler Unternehmer
- Gallizian, Hans (1472–1524), Basler Ratsherr
- Gallizio, Morena (* 1974), italienische Skirennläuferin
- Gallizio, Pinot (1902–1964), italienischer Apotheker und Maler, Mitglied der Situationistische Internationale und Erfinder der Industriemalerei

### Gallj
- Galljamow, Alexander Romanowitsch (* 1999), russischer Eiskunstläufer
- Galljamowa, Alissa Michailowna (* 1972), russische Schachspielerin

### Gallm
- Gallmann, Jürgen (* 1962), deutscher Manager, Geschäftsführer Avaya GmbH & Co. KG
- Gallmann, Kuki (* 1943), kenianische Autorin und Naturschützerin
- Gallmann, Peter (* 1952), Schweizer Sprachwissenschaftler
- Gallmeier, Heike (* 1972), deutsche Künstlerin
- Gallmeier, Josef (1906–1980), deutscher Kaufmann und Politiker (BVP, CSU), Oberbürgermeister und MdL Bayern
- Gallmetzer, Lorenz (* 1952), italienischer Journalist und Buchautor (Südtirol)
- Gallmetzer, Valentin (1870–1958), Tiroler Bildhauer
- Gallmeyer, Josefine (1838–1884), österreichische Schauspielerin

### Galln
- Gallner, Inken (* 1964), deutsche Juristin, Präsidentin des Bundesarbeitsgerichts
- Gallner, Kyle (* 1986), US-amerikanischer SchauspielerKyle Gallner (* 1986)

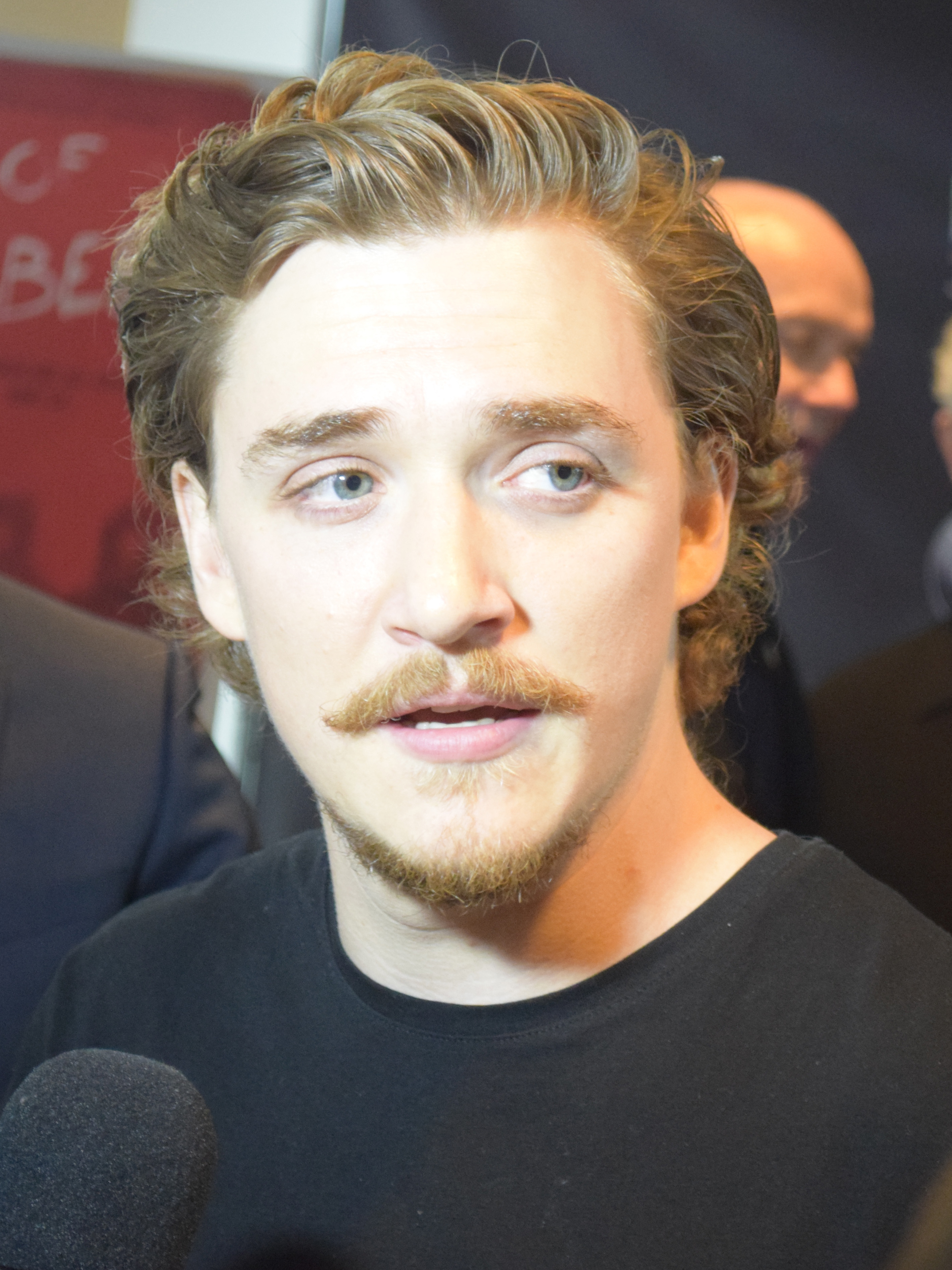
Kyle Gallner (* 1986)

### Gallo
- Gallo Nero, deutscher Rapper
- Gallo, Adrien (* 1989), französischer Schauspieler, Musiker und Sänger der Band BB Brunes
- Gallo, Alexandre (* 1969), brasilianischer Fußballspieler
- Gallo, Andrea (1928–2013), italienischer katholischer Priester und christlicher Sozialreformer
- Gallo, Billy (* 1966), US-amerikanischer Schauspieler
- Gallo, Bruno (* 1988), brasilianischer Fußballspieler
- Gallo, Carla (* 1975), US-amerikanische Schauspielerin
- Gallo, Carlos Roberto (* 1956), brasilianischer Fußballspieler
- Gallo, Darren Le (* 1974), US-amerikanischer Schauspieler und RegisseurDarren Le Gallo (* 1974)

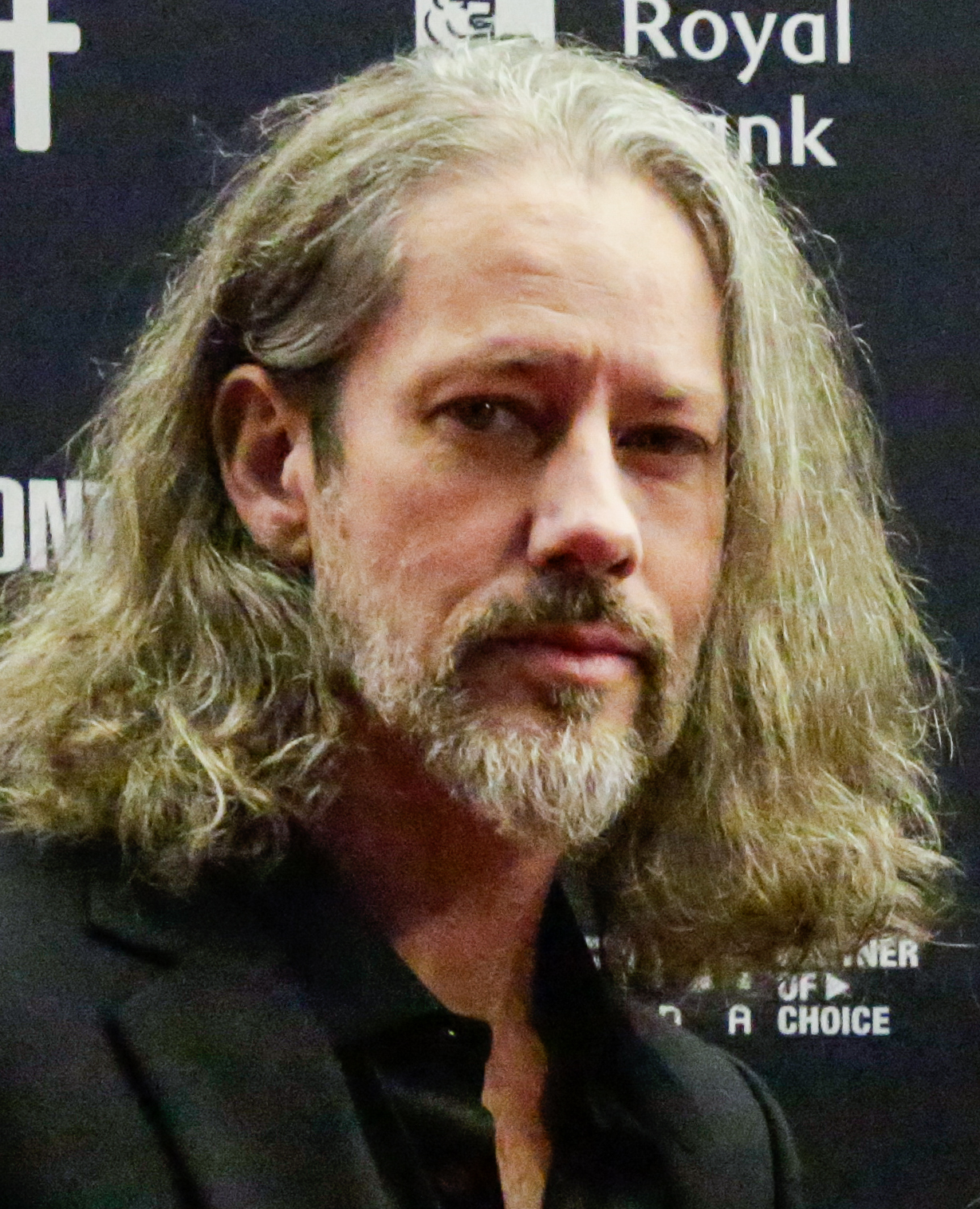
Darren Le Gallo (* 1974)

- Gallo, Dean (1935–1994), US-amerikanischer Politiker
- Gallo, Domenico, italienischer Komponist und Violinist
- Gallo, Ernest (1909–2007), US-amerikanischer Unternehmer
- Gallo, Franco (* 1937), italienischer Verfassungsrichter und Politiker
- Gallo, Franco (1944–2016), italienischer Eishockeynationalspieler
- Gallo, George (* 1956), US-amerikanischer Drehbuchautor, Filmregisseur und Filmproduzent
- Gallo, Ignacio (* 1887), spanischer Bildhauer und Graveur
- Gallo, Inigo (1932–2000), Schweizer Volksschauspieler, Kabarettist und Regisseur
- Gallo, Jeanna F., US-amerikanische Drehbuchautorin
- Gallo, Johann (* 1944), österreichischer Politiker (FPÖ, BZÖ, FPK), Landtagsabgeordneter
- Gallo, Joseph (1929–1972), US-amerikanischer MobsterJoseph Gallo (1929–1972)

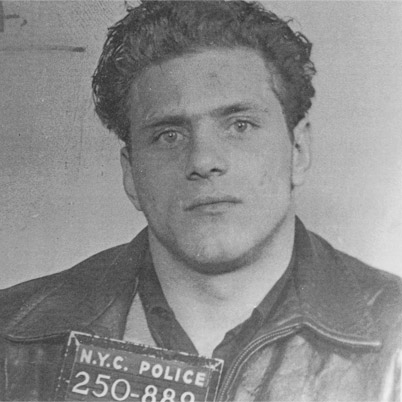
Joseph Gallo (1929–1972)

- Gallo, Joseph Edward (1919–2007), US-amerikanischer Milchbauer
- Gallo, Joseph N. (1912–1995), US-amerikanischer Mobster
- Gallo, Julio (1910–1993), US-amerikanischer Unternehmer
- Galló, Lucy, ungarische Eiskunstläuferin
- Gallo, Luigi Maria, italienischer Filmregisseur und Drehbuchautor
- Gallo, María Rosa (1925–2004), argentinische Schauspielerin
- Gallo, Marielle (* 1949), französische Politikerin, MdEP
- Gallo, Max (1932–2017), französischer Schriftsteller, Historiker und Politiker, MdEP
- Gallo, Nicolás (* 1986), kolumbianischer Fußballschiedsrichter
- Gallo, Nunzio (1928–2008), italienischer Sänger und Schauspieler
- Gallo, Pietro Antonio († 1777), italienischer Komponist des Spätbarock
- Gallo, Ramiro (* 1966), argentinischer Tangomusiker
- Gallo, Robert (* 1937), US-amerikanischer Virologe
- Gallo, Theophil (* 1957), deutscher Politiker (SPD) und Landrat
- Gallo, Valentino (* 1985), italienischer Wasserballspieler
- Galló, Vilmos (* 1996), ungarischer Eishockeyspieler
- Gallo, Vincent (* 1961), US-amerikanischer Schauspieler, Filmregisseur, Musiker, Fotograf und MalerVincent Gallo (* 1961)

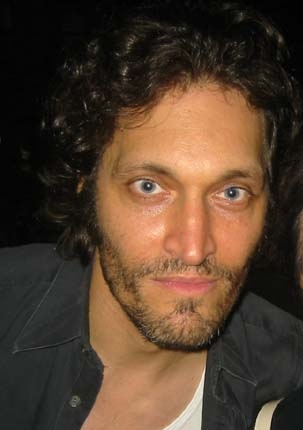
Vincent Gallo (* 1961)

- Gallo, Vincenzo, sizilianischer Kapellmeister und Komponist
- Gallob, Rudolf (1928–2015), österreichischer Politiker (SPÖ), Kärntner Landesrat und stellvertretender Landeshauptmann
- Galloche, Louis (1670–1761), französischer Maler
- Gallodoro, Al (1913–2008), US-amerikanischer Jazzmusiker
- Gallofonte, Giovanni de, römisch-katholischer Geistlicher
- Gallogly, Edward P. (1919–1995), US-amerikanischer Jurist und Politiker
- Gallois, Geneviève (1888–1962), französische Benediktinerin und Künstlerin
- Gallois, Jean (1632–1707), französischer Gelehrter
- Gallois, Johann Gustav (1815–1872), deutscher Jurist, Historiker und Politiker
- Gallois, Louis (* 1944), französischer Manager
- Gallois, Pascal (* 1958), französischer Fagottist und Musikpädagoge
- Gallois, Patrick (* 1956), französischer klassischer Flötist
- Gallois, Pierre Marie (1911–2010), französischer Militär, Brigadegeneral und Autor
- Gallois, Rudolf (1894–1979), österreichischer Maschinenbauingenieur und Verbandsfunktionär
- Gallois-Montbrun, Raymond (1918–1994), französischer Komponist und Violinist
- Gallon, Gianfranco (1942–2018), italienischer Radrennfahrer
- Gallon, Jean (1878–1959), französischer Komponist und Kompositionslehrer
- Gallon, Noël (1891–1966), französischer Komponist und Kompositionslehrer
- Gallon, Ray, US-amerikanischer Jazzmusiker (Piano)
- Gallon, Stefan (* 1951), deutscher Diplomat
- Gallone, Carmine (1886–1973), italienischer Filmregisseur
- Gallone, Gianfranco (* 1963), italienischer Geistlicher, römisch-katholischer Erzbischof und Diplomat
- Galloni, Giuseppe, italienischer Violinist und Konzertmeister
- Gallop, Cindy (* 1960), englische WerbeberaterinCindy Gallop (* 1960)

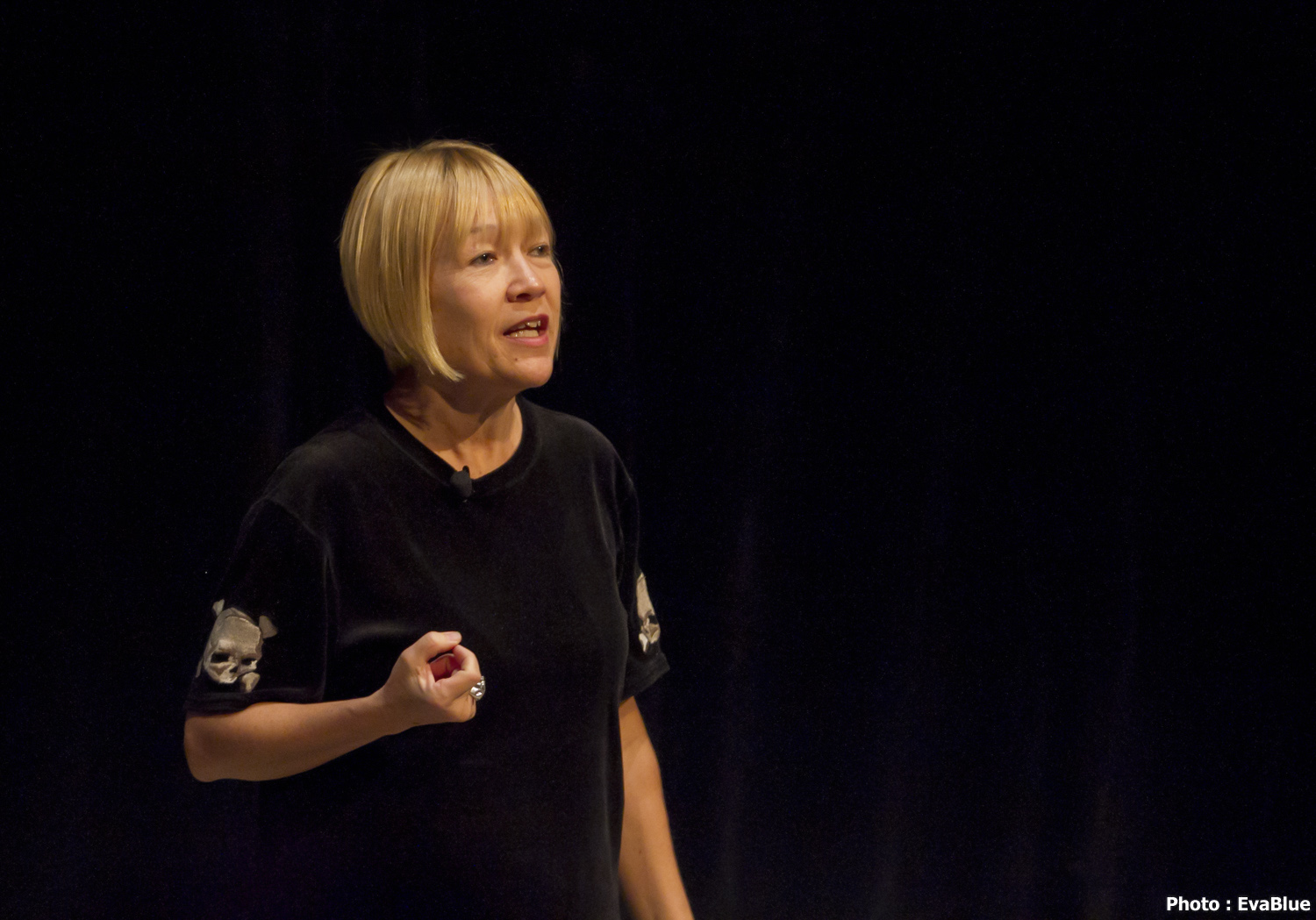
Cindy Gallop (* 1960)

- Gallop, Clive (1892–1960), britischer Konstrukteur und Autorennfahrer
- Gallop, Martin (* 1962), kanadischer Musiker
- Gallopin, Roger (1909–1986), Schweizer Jurist beim Internationalen Komitee vom Roten Kreuz
- Gallopin, Tony (* 1988), französischer RadrennfahrerTony Gallopin (* 1988)

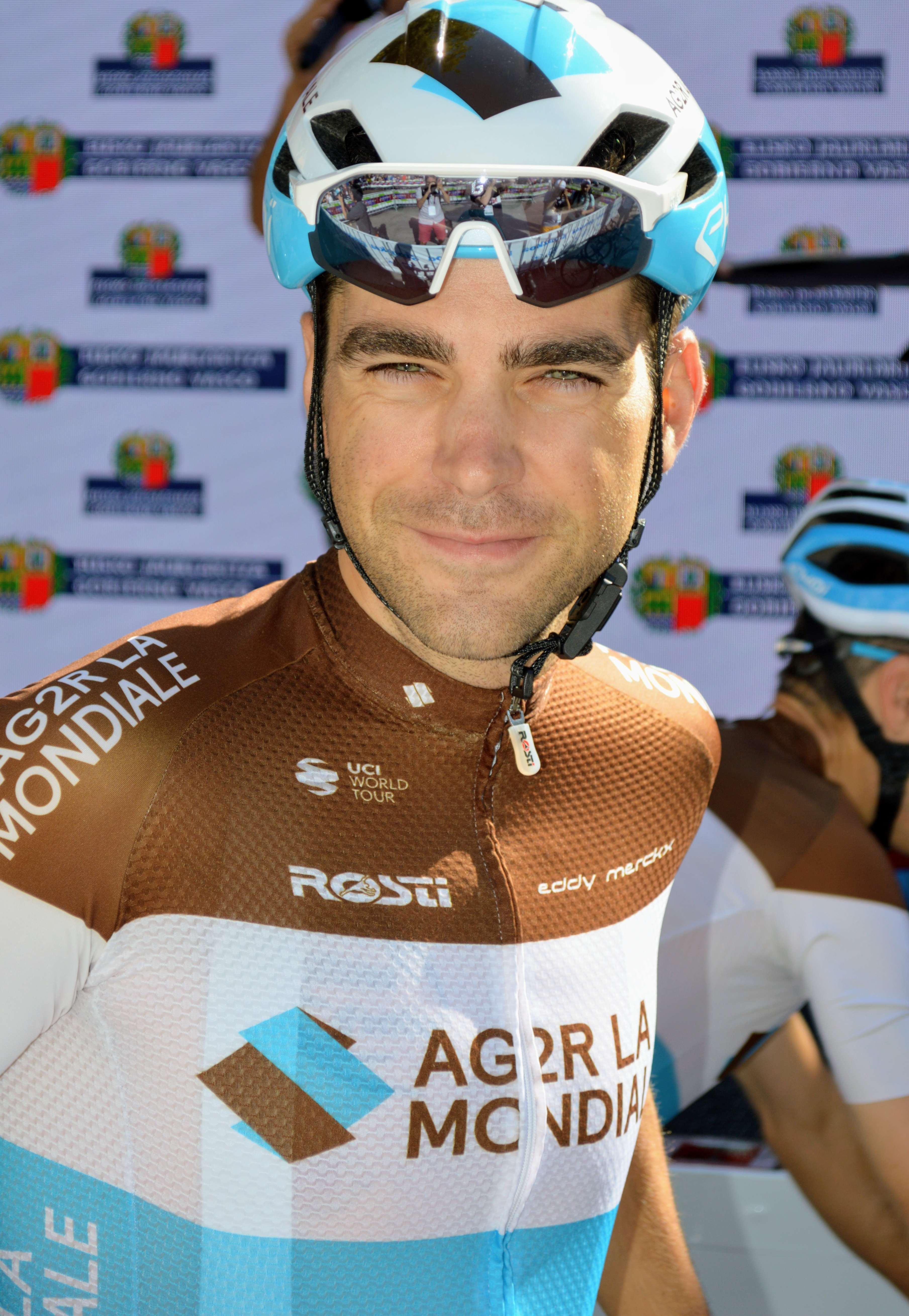
Tony Gallopin (* 1988)

- Galloppa, Daniele (* 1985), italienischer Fußballspieler
- Gallos, Geza (1948–2013), österreichischer Fußballspieler
- Gallos, Hermann (1886–1957), österreichischer Opernsänger (Tenor)
- Gallot, Jacques, französischer Lautenist und Komponist
- Gallot, Sylvestre (* 1948), französischer Mathematiker
- Gallotta, Jean-Claude (* 1950), französischer Tänzer und Choreograph
- Gallotti Balboni, Luisa (1913–1979), italienische Politikerin, Bürgermeisterin von Ferrara und Senatorin
- Gallotti, Dada (* 1935), italienische Schauspielerin
- Gallovits-Hall, Edina (* 1984), rumänische Tennisspielerin
- Galloway, Alexander (1776–1847), englischer Mechaniker und radikaler Denker
- Galloway, Brendan (* 1996), englischer Fußballspieler
- Galloway, Charles († 1916), US-amerikanischer Jazz-Musiker
- Galloway, Charles (1871–1931), US-amerikanischer Organist
- Galloway, David D. (1937–2019), US-amerikanischer Amerikanist, Literaturwissenschaftler, Museumskurator und Autor
- Galloway, Don (1937–2009), US-amerikanischer Schauspieler
- Galloway, Eilene (1906–2009), US-amerikanische Politikwissenschaftlerin und Autorin
- Galloway, Elijah († 1856), britischer Erfinder und Ingenieur
- Galloway, Genna, südafrikanische Schauspielerin und Synchronsprecherin
- Galloway, George (* 1954), britischer Politiker, Mitglied des House of CommonsGeorge Galloway (* 1954)

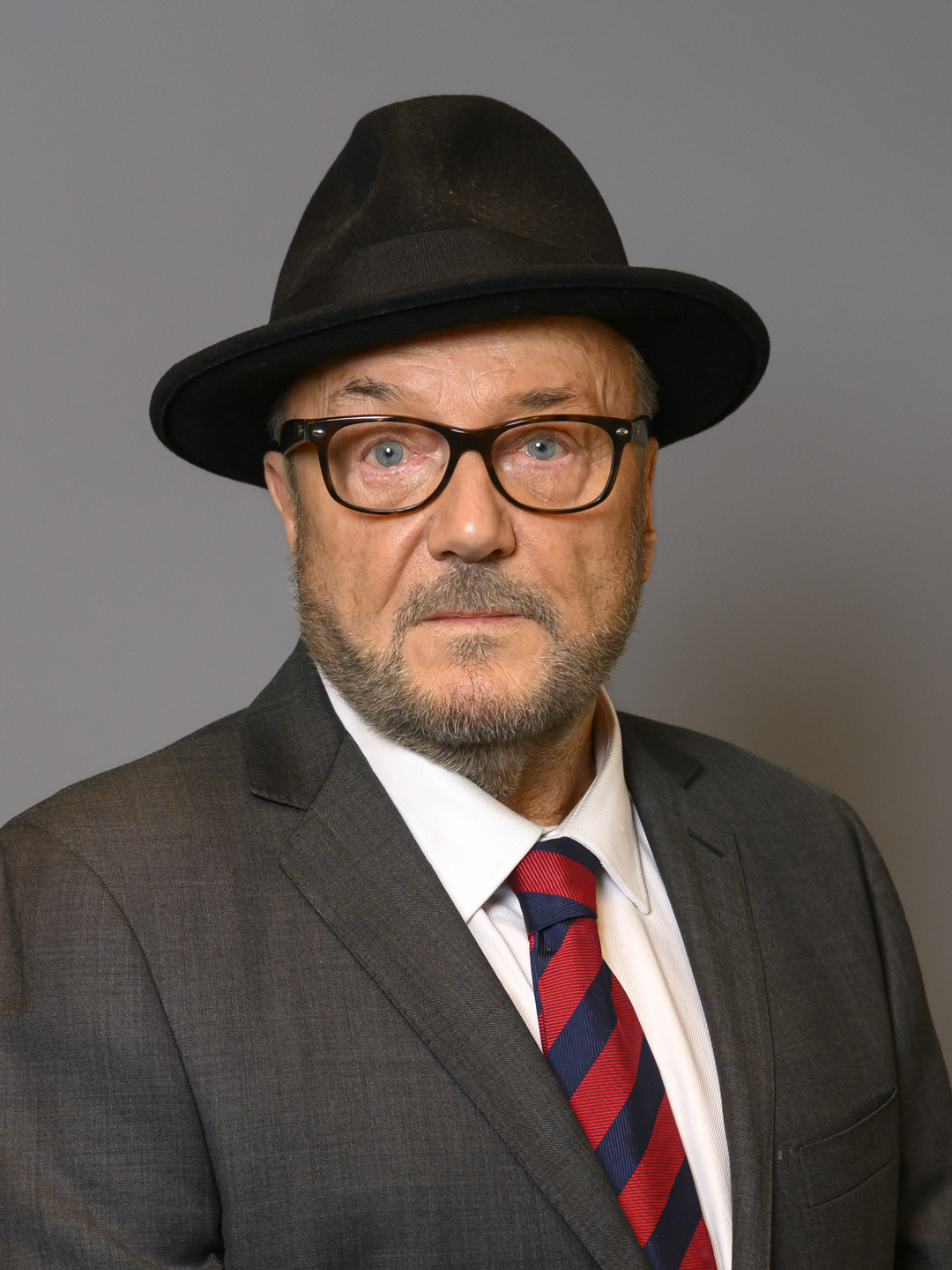
George Galloway (* 1954)

- Galloway, Grace Growden (1727–1782), US-amerikanische Tagebuchschreiberin und Person der amerikanischen Revolution
- Galloway, Jackie (* 1995), US-amerikanische Taekwondoin
- Galloway, James (1928–1996), US-amerikanischer Filmeditor
- Galloway, James Chester (* 1964), australischer Ruderer
- Galloway, James N. (* 1944), US-amerikanischer Biogeochemiker
- Galloway, Janice (* 1955), schottische Schriftstellerin
- Galloway, Jeff (* 1945), US-amerikanischer Langstreckenläufer und Leichtathletiktrainer
- Galloway, Jesse James (1882–1962), US-amerikanischer Mikro-Paläontologe
- Galloway, Jim (1936–2014), kanadischer Musiker (Alt, Sopran-, Tenor- und Baritonsaxophon und Klarinette) des Mainstream Jazz
- Galloway, Jo, südafrikanische Schauspielerin, Drehbuchautorin, Filmregisseurin und Theaterschaffende
- Galloway, Joseph (1731–1803), britischer Politiker im kolonialen Nordamerika
- Galloway, Leata (* 1950), US-amerikanische Soulmusikerin, Musicaldarstellerin, und Schauspielerin
- Galloway, Manning (* 1960), US-amerikanischer Boxer
- Galloway, Ngaire (1925–2021), neuseeländische Schwimmerin
- Galloway, Nicole (* 1982), US-amerikanische Politikerin
- Galloway, Robert (* 1992), US-amerikanischer Tennisspieler
- Galloway, Samuel (1811–1872), US-amerikanischer Politiker
- Galloway, Scott (* 1964), US-amerikanischer Redner, Autor und UnternehmerScott Galloway (* 1964)

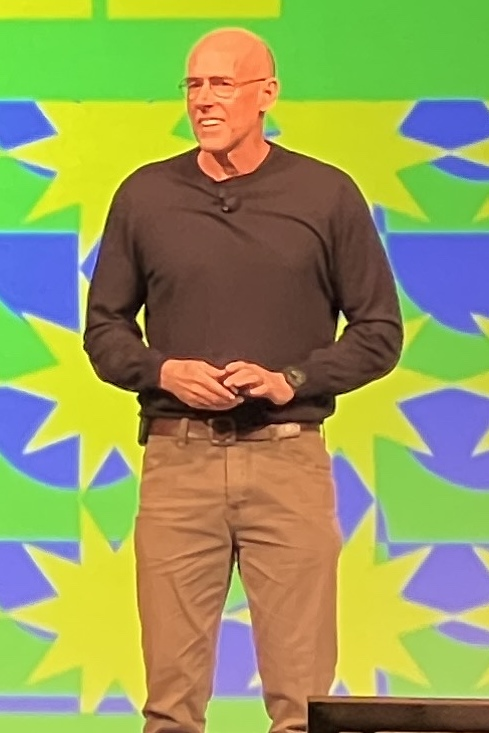
Scott Galloway (* 1964)

- Galloway, Scott (* 1995), australischer Fußballspieler
- Galloway, Steve (* 1963), englischer Fußballspieler und -trainer
- Galloway, Sue, US-amerikanische Schauspielerin
- Galloway, Thomas (1796–1851), britischer Astronom und Mathematiker
- Gallows, Luke (* 1983), US-amerikanischer Wrestler

### Gallu
- Galluccio, Andrea (* 1974), italienischer Musiker und Multiinstrumentalist
- Gallun, Axel (* 1952), deutscher Maler, Bildhauer und Grafiker
- Gallun, Raymond Z. (1911–1994), amerikanischer Science-Fiction-Autor
- Gallup, Albert (1796–1851), US-amerikanischer Jurist und Politiker
- Gallup, Annie, US-amerikanische Musikerin
- Gallup, Cliff (1930–1988), US-amerikanischer Gitarrist
- Gallup, David (1808–1883), US-amerikanischer Politiker
- Gallup, Donald (1913–2000), amerikanischer Literaturwissenschaftler, Bibliothekar und Bibliograph
- Gallup, Ernest Joseph (* 1981), US-amerikanischer Basketballspieler
- Gallup, Felicity (* 1969), walisische Badmintonspielerin englischer Herkunft
- Gallup, George (1901–1984), amerikanischer Pionier der Markt- und Meinungsforschung
- Gallup, Michael (* 1996), US-amerikanischer American-Football-Spieler
- Gallup, Simon (* 1960), britischer Bassist
- Galluppi, Pasquale (1770–1846), italienischer Philosoph
- Gallus, irischer Mönch und MissionarGallus

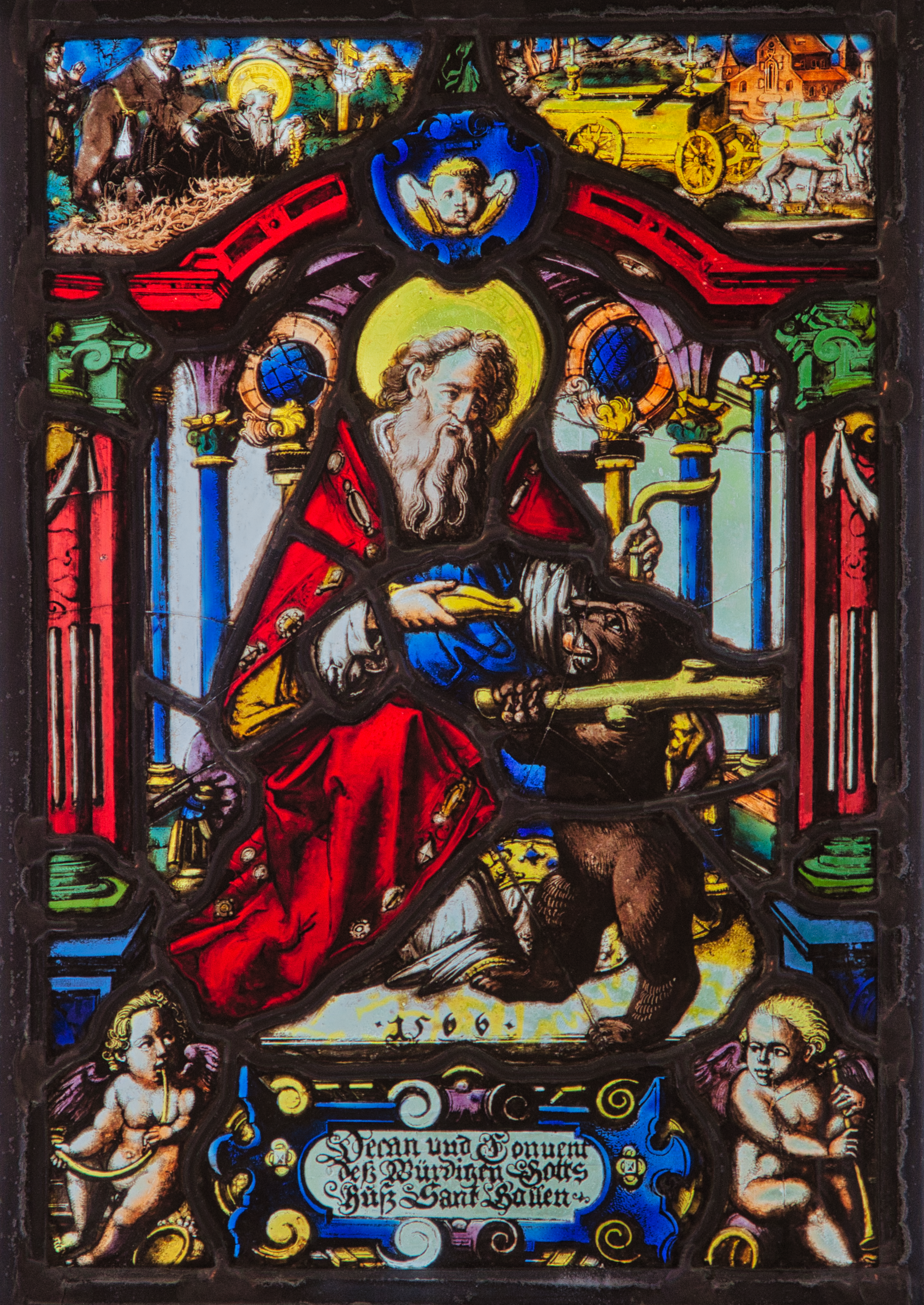
Gallus

- Gallus Anonymus, Benediktinermönch
- Gallus Aquila, Iulius, römischer Jurist
- Gallus, Alexander (* 1972), deutscher Historiker und Politikwissenschaftler
- Gallus, Bertram (1951–2004), deutscher Verleger
- Gallus, Claudia (* 1970), deutsche Schauspielerin und Filmeditorin
- Gallus, Gaius Asinius (41 v. Chr.–33), römischer Politiker
- Gallus, Gaius Cornelius, römischer DichterGaius Cornelius Gallus

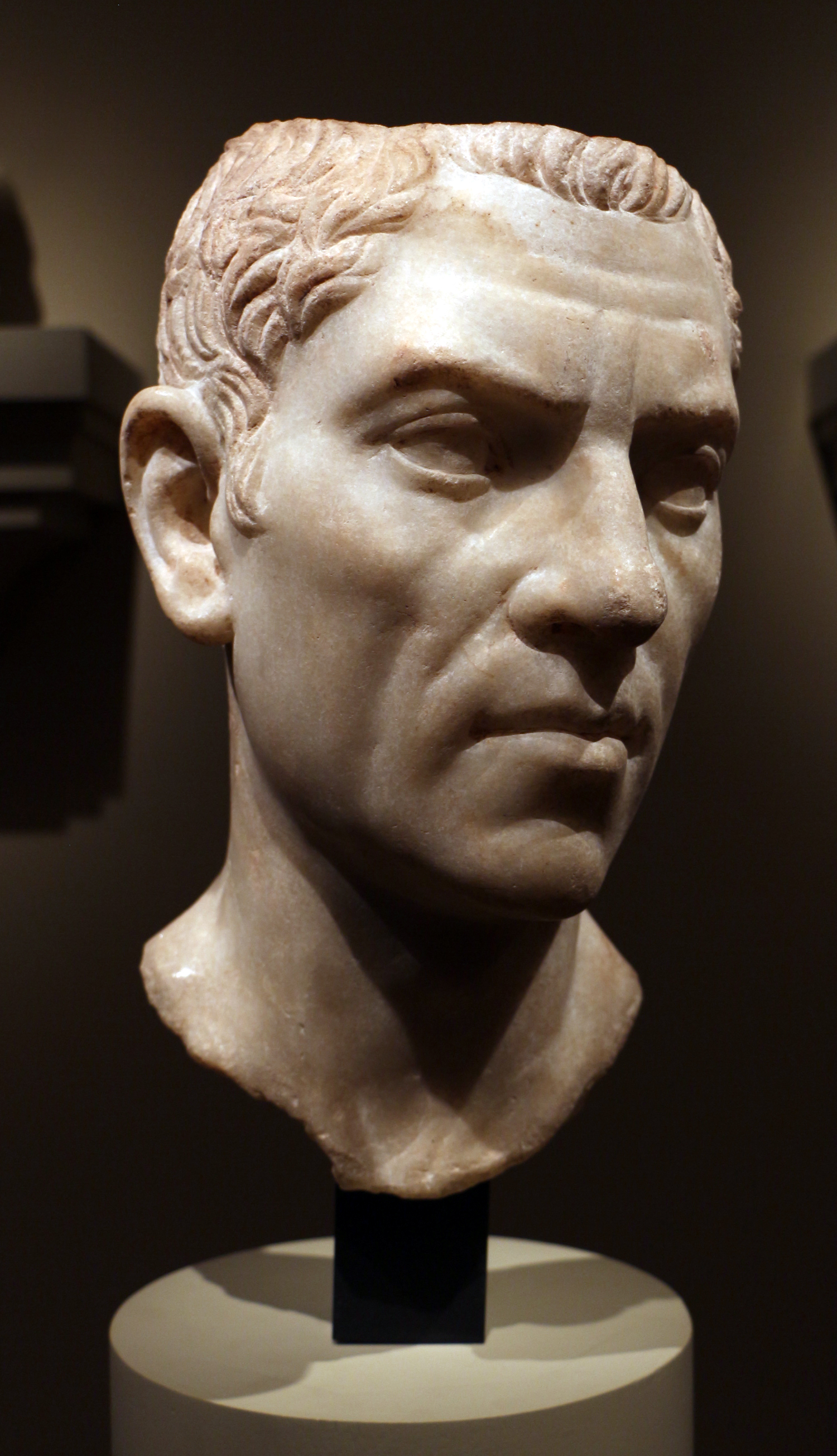
Gaius Cornelius Gallus

- Gallus, Georg (1927–2021), deutscher Politiker (FDP), MdB
- Gallus, Jacobus (1550–1591), Renaissance-Komponist
- Gallus, Johannes († 1587), deutscher Theologe und Dichter
- Gallus, Martin († 1581), deutscher evangelischer Theologe
- Gallus, Nicolaus († 1570), deutscher Reformator
- Gallus, Philipp Christoph (1786–1850), Richter und Politiker Freie Stadt Frankfurt
- Gallus, Thomas (1190–1246), französischer Scholastiker
- Gallus, Tibor (1906–1982), ungarischer römisch-katholischer Theologe und Priester
- Galluzzi, André (* 1973), deutscher DJ und Produzent in der elektronischen Musikszene
- Galluzzi, Miguel (* 1959), argentinischer Fahrzeugdesigner

### Gallw
- Gallwas, Hans-Ullrich (1934–2023), deutscher Rechtswissenschaftler, Hochschullehrer und Autor
- Gallwe, Klaus (* 1951), deutscher Schwergewichtsboxer
- Gallwey, Timothy (* 1938), US-amerikanischer Sportpädagoge, Bestseller-Autor und Business-Consultant
- Gallwitz, Adolf (* 1951), deutscher Polizeipsychologe und Psychotherapeut
- Gallwitz, Dieter (* 1937), deutscher Biochemiker und Molekularbiologe
- Gallwitz, Eike (1940–2010), deutscher Autor und Schauspieler
- Gallwitz, Erich (1912–1981), österreichischer Skilangläufer
- Gallwitz, Hans (1896–1958), deutscher Geologe
- Gallwitz, Karl (1882–1945), deutscher Architekt und Baubeamter im Luftwaffenverwaltungsamt
- Gallwitz, Karl (1895–1984), deutscher Landtechniker
- Gallwitz, Klaus (1930–2021), deutscher Kunsthistoriker und Kurator
- Gallwitz, Max von (1852–1937), preußischer General der Artillerie und Politiker (DNVP), MdRMax von Gallwitz (1852–1937)

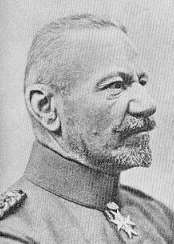
Max von Gallwitz (1852–1937)

- Gallwitz, Nina von, deutsches Entführungsopfer
- Gallwitz, Sophie (1873–1948), deutsche Schriftstellerin
- Gallwitz, Valeska von (1833–1888), deutsche Schriftstellerin
- Gallwitz-Dreyling, Friedrich von (1827–1906), preußischer Generalleutnant